# Río Arkansas
El río Arkansas (en inglés: Arkansas River; en pawnee: Kícka) es un largo río del centro-sur de Estados Unidos que fluye en dirección sureste por los estados de Colorado, Kansas, Oklahoma y Arkansas hasta desaguar en el río Misisipi. Tiene una longitud de 2364 km, que lo sitúan como el cuarto río más largo de América del Norte —por detrás del Misuri, Misisipi y Bravo—, y drena una cuenca de 435 123 km².
En antiguos mapas españoles y mexicanos aparece como Nexpentle (el nombre Nexpentle parece haber sido acotado al curso alto, anteriormente a 1820 incluso los españoles le llamaron Napeste) y es uno de los principales afluentes del río Misisipí.
Nace en las Montañas Rocosas, en el condado de Lake, Colorado, cerca de Leadville, al oeste de Denver, y discurre hacia el este y sureste por los estados de Kansas, Oklahoma, y Arkansas. Con 2364 km, es el segundo afluente más largo del sistema Misisipi–Misuri, el 4.º río más largo en los Estados Unidos, y el 47.º río más largo del mundo. La boca del río Arkansas está en la ahora ciudad fantasma de Napoleon, Arkansas. En términos de caudal, el río es mucho menos caudaloso que el Misuri y el Ohio, con un caudal medio de aproximadamente 1200 m³/s.
La cuenca inicial del río comienza en el oeste de los Estados Unidos, en Colorado, específicamente el valle del río Arkansas, donde las cabeceras derivan de la capa de nieve en los picos Collegiate. Luego fluye hacia el este en el Medio Oeste a través de Kansas, y finalmente en el Sur a través de Oklahoma y Arkansas.
El río Arkansas, desde su cabecera hasta el meridiano 100 oeste, sirvió de límite fronterizo entre los Estados Unidos y el Virreinato de la Nueva España —y posteriormente con México— en virtud del Tratado de Límites firmado en 1819 entre España y los Estados Unidos de América (y después en el Tratado Adams-Onís en vigor 1821) hasta la anexión de Texas (1844) y el posterior Tratado de Guadalupe Hidalgo (1848).
En 1859, se descubrieron en la zona de Leadville placeres de oro que atrajeron a miles de personas que buscaban hacerse ricos, pero la facilidad recuperó oro de placer se agotó rápidamente.

## Nombre
La pronunciación del nombre varía según la región. Muchas personas en los estados del Medio Oeste, incluyendo Kansas y Colorado, pronuncian pronunciación en inglés: /ɑrˈkænzəs/, mientras que muchas otras personas en Colorado y Arkansas normalmente pronuncian pronunciación en inglés: /ˈɑrkənsɔː/ de acuerdo con una ley estatal aprobada en 1881.
El nombre del río tiene ha tenido muchas variantes:
- Acansas River[7]
- Akansa River[8]
- Akansas River[7]
- Akansea River[8]
- American Nile River[7]
- Arcansa River[9]
- Arcansas River[10]
- Arcos River[7]
- Ares River[10]
- Arkansaw River[7]
- Bazine[11]
- Chinali River[10]
- Kansas River[12]
- La Riviere Des Akancas[13]
- La Zorca River[7]
- Ne Shudse[8]
- Ne Shuta River[14]
- Nigrette River[15]
- Ok-a-na-sa[16]
- Rackensack River[7]
- Red River[8]
- Rio Napeste[14]
- Rio Napestle[17]
- Riviere des Akansas[18]
- Riviere des Arcanssas[19]

## Historia

Mapa que muestra los resultados del Tratado de Adams-Onís (1819-1848).

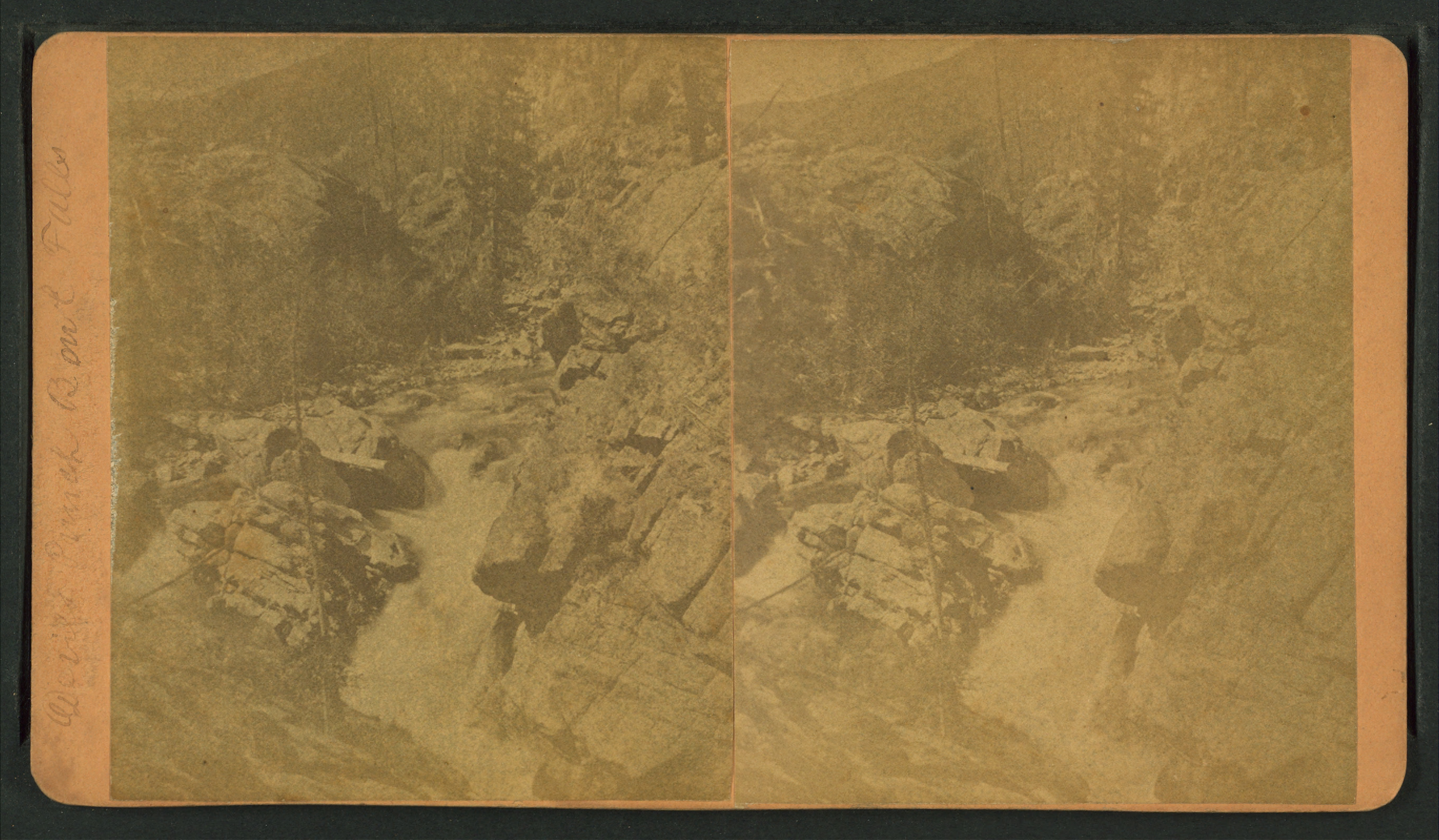
Cataratas de Devil's Punch Bowl, Gran Cañón del río Arkansas en Colorado, de la colección de vistas estereoscópicas de Robert N. Dennis

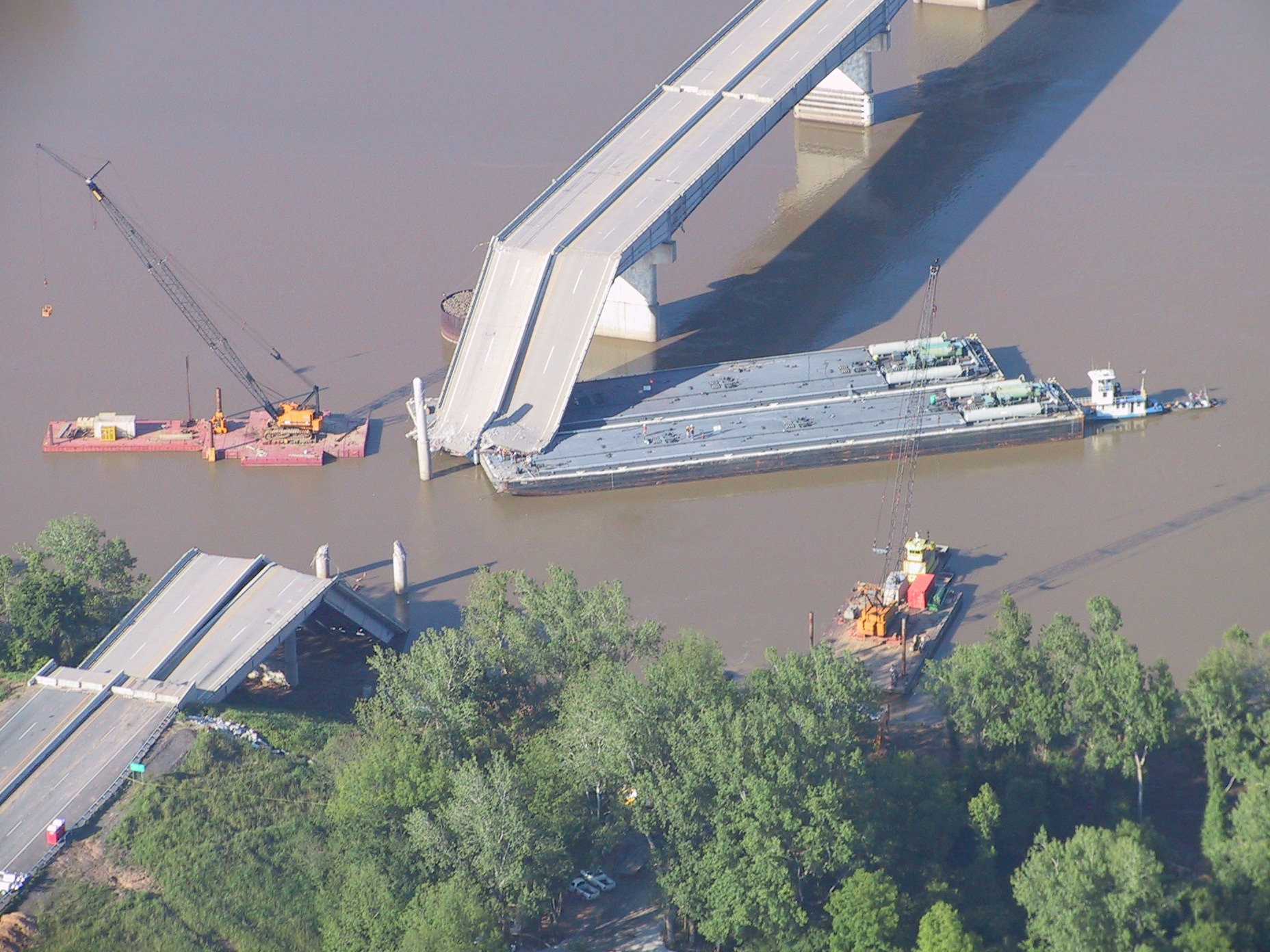
La sección derrumbada del puente interestatal 40 (31 de mayo de 2002)

Muchas naciones de nativos americanos vivían cerca, o a lo largo de la franja de 2364 km del río Arkansas desde hace miles de años. Los primeros europeos en ver el río fueron los miembros de la expedición española de Francisco Vázquez de Coronado el 29 de junio de 1541. También en la década de 1540, Hernando de Soto descubrió la unión del Arkansas con el Misisipi. Los españoles originalmente llamaron al río Napeste. El nombre de «Arkansas» fue utilizado por primera vez por el padre Jacques Marquette, quien lo llamó el río Akansa en su diario de 1673.
En 1819, el Tratado de Adams-Onís estableció el Nexpentle/Arkansas como parte de la frontera entre Estados Unidos y el Virreinato de Nueva España. En el año 1825 el entonces recientemente creado México logró crear algunas poblaciones colonias mexicanas en las orillas de Nexpentle (hoy Arkansas) que actualmente corresponden al estado estadounidense de Colorado. Esto continuó hasta que los Estados Unidos se anexaron Texas, pero tras la Intervención estadounidense en México los mexicanos se rindieron en el Tratado de Guadalupe Hidalgo (año 1848) y retrocedieron los límites de sus territorios mucho más al sur.
Más tarde, el Camino de Santa Fe siguió el Nexpentle/Arkansas a través de gran parte de Kansas, a excepción del atajo Cimarrón desde Cimarron, Kansas, hasta Cimarron, Nuevo México, a través del condado de Cimarron, Oklahoma a lo largo del río Cimarron.
En la década de 1880, Charles "Buffalo" Jones uno de los cofundadores de Garden City (KS), organizó cuatro compañías de irrigación para llevar agua unas cien millas desde el río Arkansas para cultivar 300 km² de tierras.
El desastre del puente de la I-40 del 26 de mayo de 2002 tuvo lugar cuando colapsó el puente de la I-40 que cruza sobre el embalse Kerr del Arkansas cerca de Webbers Falls (OK), tras sufrir el impacto de un remolcador y en el que fallecieron catorce personas y otras once resultaron heridas cuando los automóviles y varios camiones cayeron del puente.

## Geografía

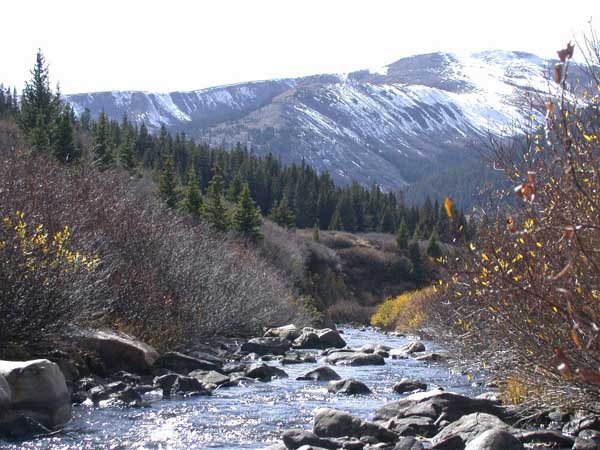
El Arkansas cerca de Leadville, Colorado

El Arkansas tiene tres secciones distintas en su larga trayectoria por el centro de América del Norte. En su cabecera, el Arkansas discurre como un empinado río de montaña a través de las Rocosas recorriendo su estrecho valle, cayendo 1,4 km en 193 km. Esta sección (incluyendo The Numbers cerca de Granite (CO), el Canyon de Brown, y la Royal Gorge) soporta una extensa práctica de rafting en aguas bravas en la primavera y el verano.
En Cañon City (CO), el valle del río Arkansas se ensancha y se aplana notablemente. Justo al oeste de Pueblo (CO), el río entra en las Grandes Llanuras. Al cruzar el resto del estado de Colorado, en Kansas y en la mayor parte de Oklahoma, es una típica vía fluvial de las Grandes Llanuras, con orillas anchas y poco profundas sujetas a inundaciones estacionales. Los principales afluentes de esta sección son los ríos Canadian (1458 km), Cimarron (1123 km) y Salt Fork Arkansas (385 km). Otros afluentes importantes que desembocan en el río a su paso por Oklahoma son el Verdigris (500 km), Neosho (Grand) (740 km), Illinois y Poteau (227 km).
El río es navegable por barcazas y grandes embarcaciones fluviales hasta Muskogee (OK), debido a una serie de esclusas y diques que han sido construidos desde principios del siglo XX en el marco del «Sistema de Navegación Río Arkansas McClellan-Kerr» (McClellan-Kerr Arkansas River Navigation System). Por encima de Muskogee, el río Arkansas es navegable solo por embarcaciones pequeñas tales como balsas o canoas.
Al atravesar el oeste de Arkansas, el valle del río pasa entre mesas de cima plana, buttes o monadnocks altos y aislados, como el monte Nebo, montaña Petit Jean y monte Magazine, el punto más alto en el estado. El valle del río se ensancha y se hace más profundo justo al oeste de Little Rock (AR). Continúa hacia el este a través de las llanuras y bosques del este de Arkansas hasta su desembocadura en el río Misisipi.
El caudal de agua en el río Arkansas (medida en el centro de Kansas) se ha reducido desde aproximadamente 7 m³/s de media entre 1944–1963 a 1,5 m³/s de promedio en 1984–2003, en gran parte debido al bombeo de aguas subterráneas para el riego en el este de Colorado y el oeste de Kansas.
Las principales ciudades a lo largo del Arkansas son Pueblo (Colorado) (106 595 hab.) (CO), Wichita (382 368 hab.) (KS), Tulsa (398 121 hab.) (OK) y Fort Smith (86 209 hab.) (AR) y Little Rock (193 524 hab.) (AR).

### Curso en Colorado

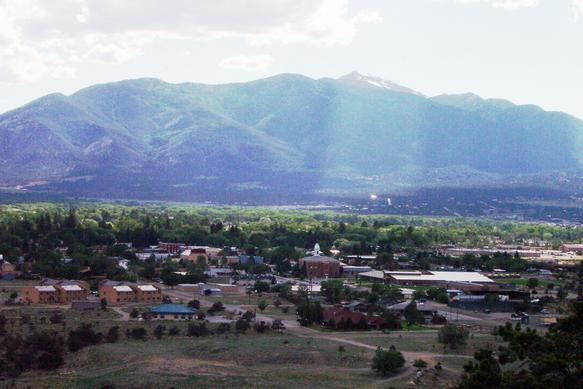
Buena Vista a los pies de los picos Collegiate

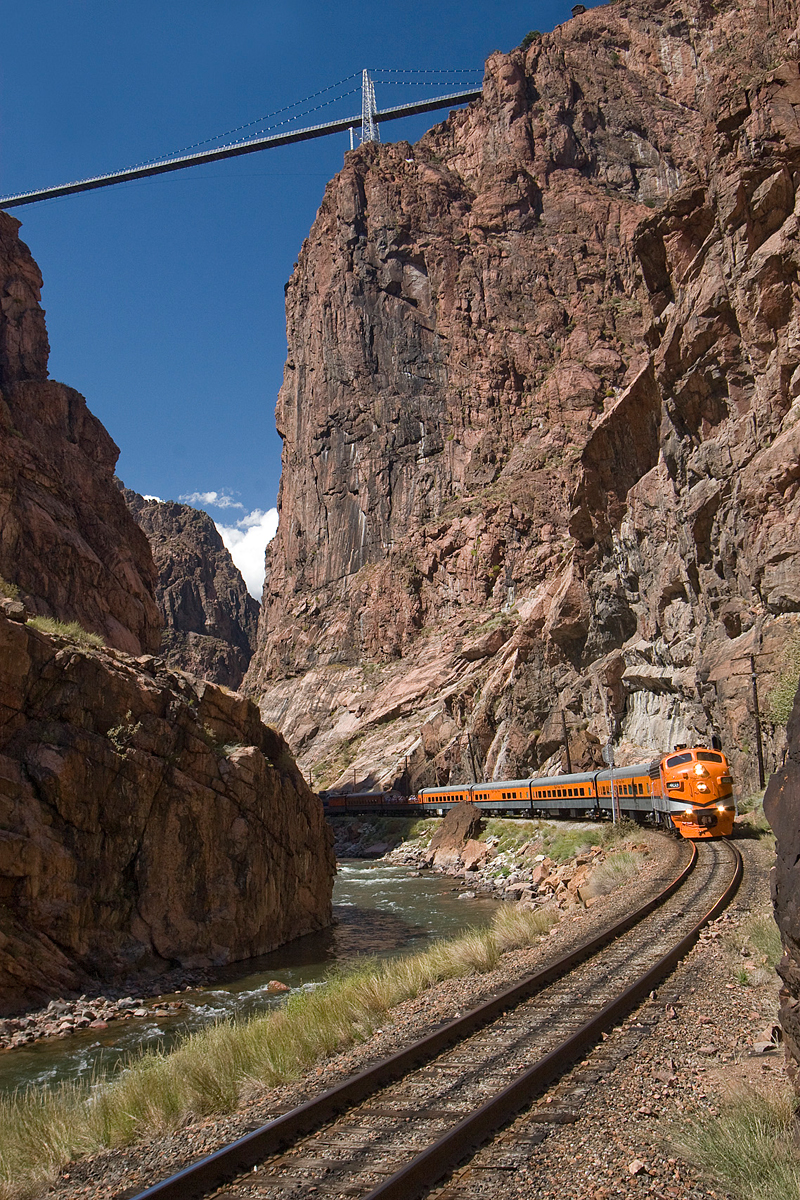
El tren circulando por la Royal Gorge. Arriba puede verse en Royal Gorge Bridge.

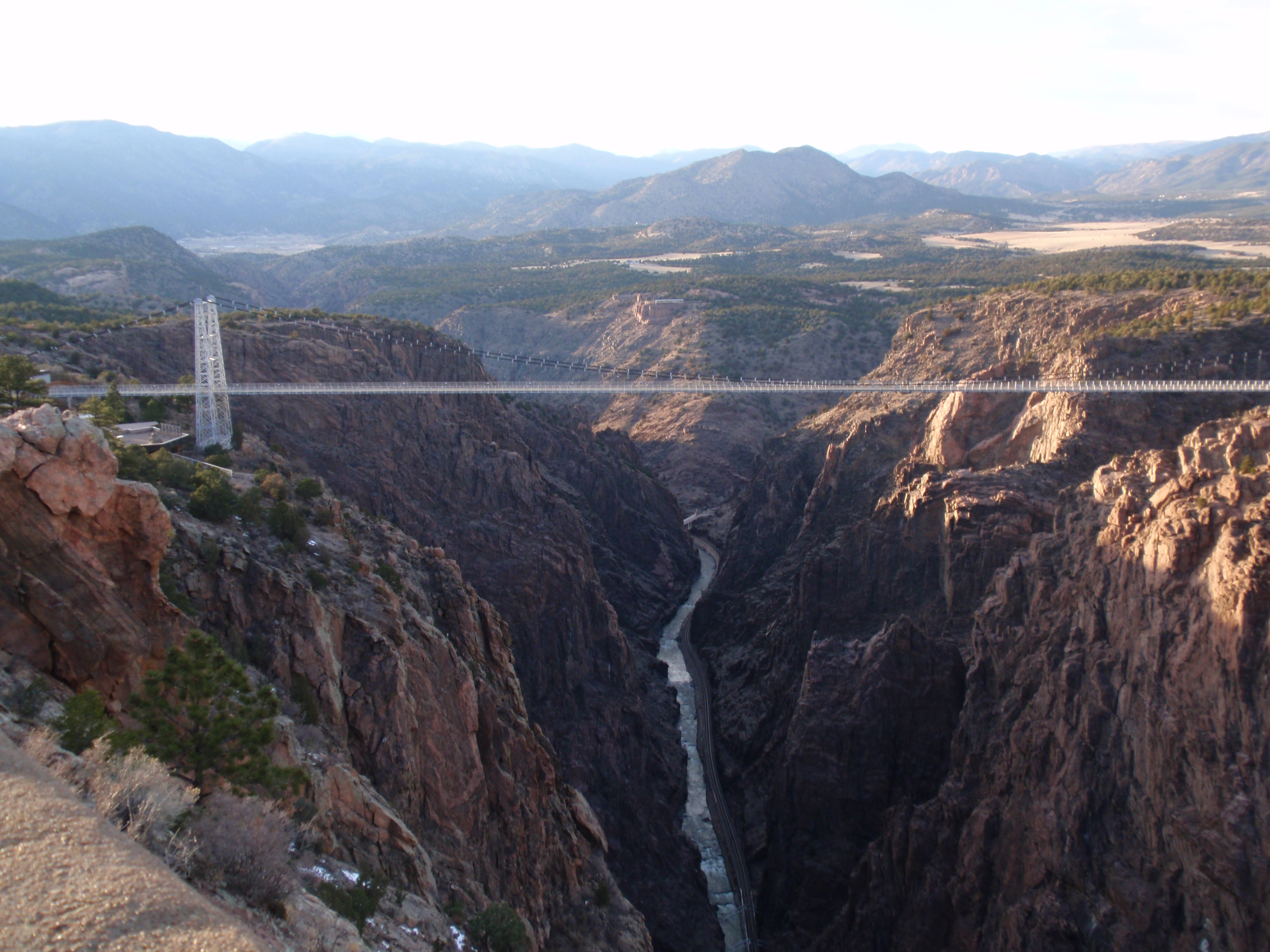
El Royal Gorge Bridge, no lejos de Cañon City

El río Arkansas nace en el condado de Lake, en la parte central de Colorado, cerca de la pequeña localidad de Leadville (2602 hab.), sede del condado, y a menos de 1 km del embalse del lago Turquoise, que represa el Lake Fork. Oficialmente, el río como tal se inicia en la confluencia del ramal Este (East Fork Arkansas River), de 32,2 km, y del arroyo Tennessee, dos pequeños arroyos de montaña que fluyen desde las laderas de los picos Collegiate (4397 m), una estribación de las montañas Rocosas, y que se alimentan de la fusión de la nieve.
El Arkansas se encamina hacia el sur, discurriendo por un valle en el que lo acompaña la U.S. Route 24. Tras recibir bastantes pequeños arroyos—Halfmoon, Empire Gulch, Iowa Gulch, Big Union, Spring, Lake, Box, Low Pass Gulch, Cache, Clear, Columbia, Pine, Morrison, Frenchman, Four Elk, Three Elk y Cottonwood—, llega a Buena Vista (2617 hab.). Tras pasar por la pequeña Nathrop, donde recibe por la margen derecha al primero de sus afluentes de importancia, el arroyo Chalk (43,9 km), pasa por un área protegida como parque estatal Arkansas Headwaters. Sigue al sur acompañado por la carretera U.S. Route 285 volviéndose poco a poco hacia el sureste, hasta llegar a Salida (5236 hab.), una pequeña ciudad fundada en 1880 y que es la sede del condado de Chaffee. Aquí recibe por la margen derecha al río South Arkansas (39,4 km) y desde aquí le acompañará la U.S. Route 50. Durante un corto tramo el Arkansas discurre en dirección sureste por el flanco occidental de las montañas Sangre de Cristo —que lo separan del valle del San Luis, perteneciente a la cuenca alta del río Grande— alcanzando las pequeñas localidades de Howard (723 hab.) y Coaldale (255 hab.), donde se vuelve decididamente al este por un estrecho valle que le lleva a la Royal Gorge. Tras pasar bajo el Royal Gorge Bridge —un puente construido en 1929 que ostentó el récord hasta 2001 de tener el vano más alto del mundo (321 m)— el Arkansas sale del cañón en Cañon City (16 400 hab.), sede del condado de Fremont, finalizando su curso alto.
Continua hacia el este, pasando por Florence (3881 hab.), Penrose (3582 hab.) y llegando a la cola del pequeño embalse de lago Pueblo, donde se ha establecido el parque estatal Lake Pueblo. Inmediatamente después llega a Pueblo (106 595 hab.), la ciudad sede del homónimo condado de Pueblo, donde recibe por la margen derecha, y llegando del suroeste, al río Saint Charles (104 km) y por la izquierda, llegando del norte, al arroyo Fountain (119,9 km). Sigue su avance pasando por las pequeñas localidades de Avondale (674 hab.) y Boone (323 hab.), donde nuevamente recibe por la margen derecha y llegando también del suroeste, al río Huérfano (182 km). Continua el Arkansas atravesando Fowler (1200 hab.) y después recibe al río Apishapa (224 km), que llega desde el sur. Continúa el Arkansas por Manzanola (525 hab.), Rocky Ford (4286 hab.), Swink (696 hab.) y llegar a la La Junta (7077 hab.), la sede del condado de Otero, un nombre que evoca la época en que los emigrantes que recorrían el Camino de Santa Fe encontraban el Arkansas.
Llega al poco a la pequeña ciudad de Las Animas (2410 hab.), sede del condado de Bent, donde recibe por la margen derecha, y también llegando del suroeste, al Río Purgatorio (315 km). Alcanza luego el embalse John Martin, donde se ha establecido otro parque, el parque estatal John Martin Reservoir. Pasa después por Lamar (8869 hab.) —sede del condado de Prowers—, y a las afuera recibe, por la izquierda, llegando del noroeste, al largo arroyo Big Sandy (340 km). Tras alcanzar Granada (640 hab.), Bristol y Holly (1048 hab.), donde recibe por la margen izquierda, desde el norte, el arroyo Wild Horse y por la margen derecha, y llegando del suroeste al arroyo Two Butte. (245 km) El Arkansas abandona ya el estado de Colorado para adentrarse en el estado de Kansas.
Administrativamente, el río Arkansas en el estado de Colorado atraviesa los condados de Lake, Chaffee, Fremont, Pueblo, Otero, Bent y Prowers.

### Curso en Kansas
El Arkansas se adentra en Kansas por la parte central de su frontera occidental, discurriendo por un tramo poco poblado y de clima árido. Manteniendo la misma dirección este, ligeramente, sur, llega a las pequeñas localidades de Coolidge (95 hab.), Syracuse (1812 hab.), Kendall ( hab.) y Lakin (2216 hab.), donde vira brevemente al noreste, y recibe poco después al Arroyo Bear, por la margen derecha y llegando desde el suroeste desde el estado de Colorado.
Continua su avance el Arkansas llegando a Deerfield (700 hab.) y Holcomb (2094 hab.), donde reemprende la dirección este para alcanzar Garden City (26 658 hab.), Pierceville ( hab.), Ingalls (306 hab.), Cimarron (2184 hab.) y Dodge City (27 340 hab.). Al llegar a la pequeña localidad de Ford (216 hab.) el Arkansas vira claramente hacia el noreste, pasando luego por Kinsley (1457 hab.) y Garfield (190 hab.), y recibiendo por la margen izquierda al río Pawnee (319 km), procedente del oeste justo antes de entrar en Larned (4054 hab.) —sede del condado de Pawnee. Sigue después por Pawnee Rock (252 hab.) y Great Bend (15 995 hab.) —sede del condado de Barton—, donde el río se vuelve hacia el sureste tras recibir, por la margen izquierda y procedente del oeste, al arroyo Walnut.
Continua por Ellinwood (2131 hab.) y Raymond (79 hab.), donde al poco recibe por la derecha, procedente del suroeste, al arroyo Rattlesnake (153 km). Al poco llega a Alden (148 hab.), Sterling (2328 hab.), Nickerson (1070 hab.) y Hutchinson (42 080 hab.) —sede del condado de Reno—, donde recibe por la margen izquierda al arroyo Cow (180 km). A partir de aquí el río comienza a tener pequeñas islas en el cauce, que ya tiene una anchura típica de los grandes ríos de llanura. El río se orienta cada vez más hacia el sur, alcanzando la capital de Kansas, Wichita (382 368 hab.), donde recibe por la margen izquierda al río Little Arkansas (198 km), procedente del noroeste.
Continua el Arkansas avanzando en dirección sur, pasando por Derby (22 158 hab.) y Mulvane (6111 hab.), para luego recibir por la margen derecha al río Ninnescah (90,8 km), poco antes de llegar a Oxford (1049 hab.). Sigue el río por Geuda Springs (185 hab.) y Arkansas City (366 hab.) —sede del condado de Desha— y Barnes (159 hab.), donde recibe, por la margen izquierda, al río Walnut (248 km), y, después, por la misma mano, al arroyo Grouse justo antes de salir del estado de Kansas e ingresar en Oklahoma.
Administrativamente, el río Arkansas en el estado de Kansas atraviesa los condados de Hamilton, Kearny, Finney, Gray, Ford, Edwards, Pawnee, Barton, Rice, Reno, Sedgwick, Sumner y Cowley.

### Curso en Oklahoma

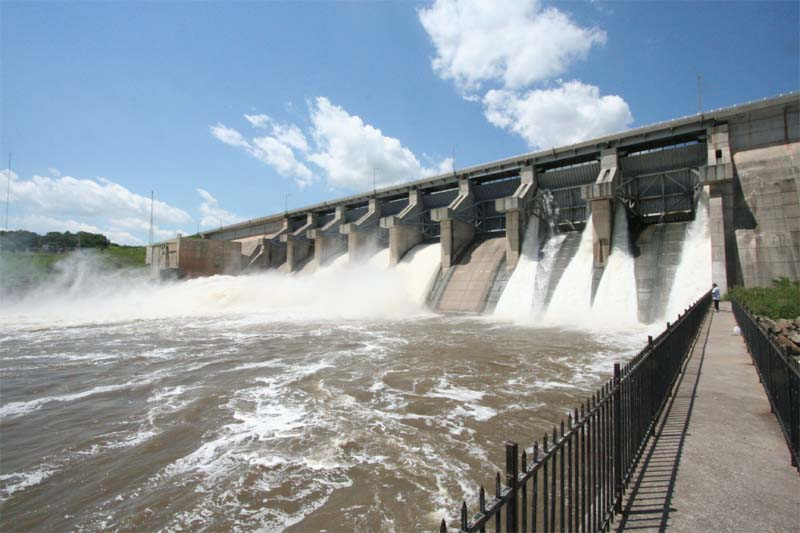
Presa de Kaw

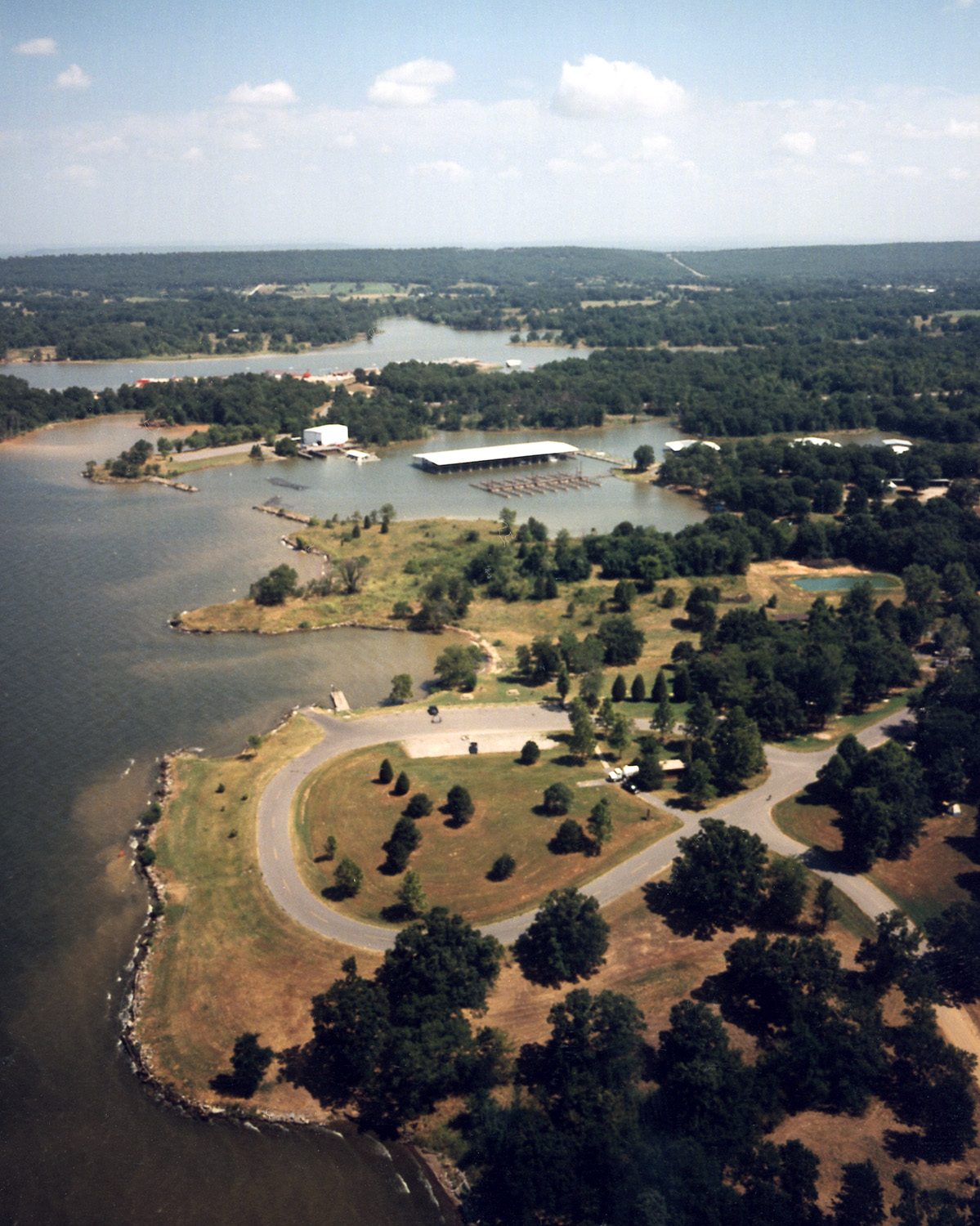
Embalse Robert S Kerr

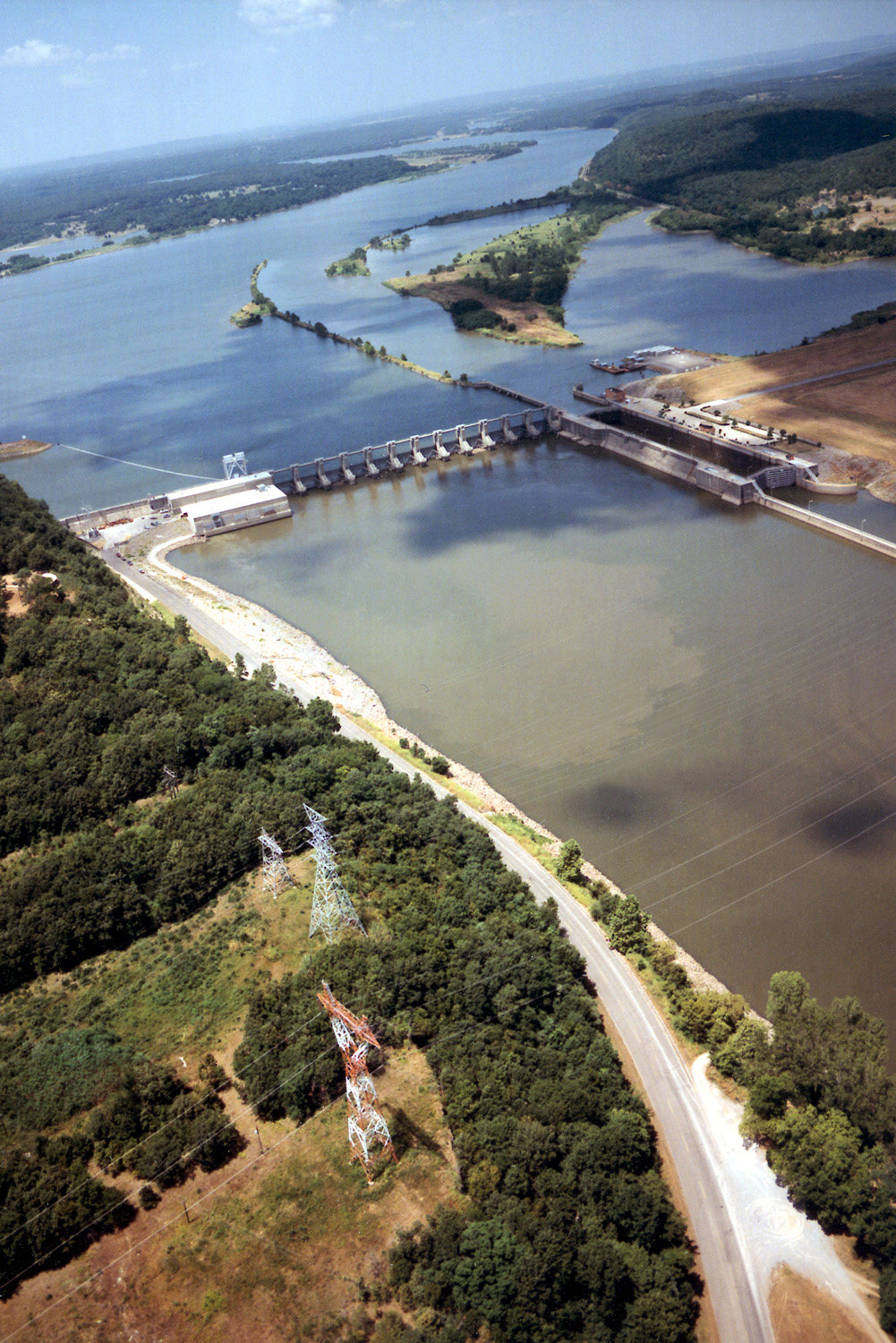
Embalse y presa Webbers Falls

En Oklahoma entra por la parte norte, alcanzando la cola del embalse del lago Kaw (de 69 km²), finalizado en 1976 y que tiene como fin regular el caudal para evitar inundaciones. La presa, situada a 1053 km de la boca del río, tiene una altura de 31 m y una longitud de 2885 m y tiene una cota máxima de control de 318,4 m. En su ribera se encuentra la homónima localidad de Kaw City (375 hab.), una pequeña localidad de nueva construcción ya que la antigua quedó sumergida bajo las aguas. Desde la presa y hasta Tulsa, el río Arkansas será el límite suroccidental de la gran Reserva India Osage (Osage Indian Reservation).
Sigue el Arkansas por Ponca City (25 387 hab.) y tras recibir al poco por la margen derecha al Salt Fork Arkansas (385 km),
alcanza las pequeñas localidades de Ralston (330 hab.), Blackburn (108 hab.) y Cleveland (3251 hab.), situada a la cola de un nuevo embalse, de casi 40 km de longitud, el del lago Keystone (96 km²), en cuya ribera norte está la pequeña Osage (156 hab.). El embalse se completó entre 1957-1968 y se creó para el control de inundaciones y generación de energía hidroeléctrica, permitiendo también la gestión de la vida silvestre y los usos recreativos. En la zona del embalse se han delimitado dos parques estatales, el Keystone State Park y el Walnut Creek State Park. La presa tiene una altura de 37 m y una longitud de 1400 m y tiene una cota máxima de control de 229,8 m, generando 35 MW. En el área embalsada desaguan, por la derecha, el río Cimarrón y el arroyo Salt, en cuyo brazo se encuentra la localidad de Mannford (3076 hab.).
Tras dejar atrás la presa, el Arkansas llega a Sand Springs (18 906 hab.) y luego a Tulsa (398 121 hab.), sede del condado homónimo. En esta ciudad se encuentra el puerto fluvial de Catoosa, aunque no en el Arkansas sino en el río Verdigris, que es el punto donde comienza la navegación comercial en la cuenca del Arkansas, principalmente de tráfico de barcazas, siendo el límite superior navegable.
Aguas abajo de Tulsa, pasado el suburbio de Jenks (16 924 hab.), el Arkansas recibe por la margen izquierda al arroyo Polecat. Sigue el río luego por Coweta (9943 hab.), Haskell (2007 hab.) y Muskogee (39 223 hab.), sede del homónimo condado de Muskoge. Aquí recibe por la izquierda al largo río Verdigris (500 km), y a menos de 500 m y también por la izquierda, al río Neosho (745 km), en cuya confluencia está Fort Gibson (4154 hab.). En este punto es donde empieza la vía fluvial comercial navegable en el Arkansas, que sigue aguas arriba por el Verdigris hasta Tulsa casi 65 km más.
Inmediatamente, el Arkansas llega a la cola de un nuevo embalse, el lago Webber Falls (de 46,94 km²), construido entre 1965-1970, donde está la primera de las 16 esclusas que hay río abajo. Pasada la presa se encuentra la homónima Webber Falls (616 hab.), frente a Gore (977 hab.), y después recibe inmediatamente, por la margen izquierda, al río Illinois (Oklahoma) (233 km), que llega del norte.
Alcanza después la cola de otro embalse mayor, el embalse Robert S. Kerr (de 174 km²), finalizado en 1970, que dispone de una central hidroeléctrica de 110 MW. En la cola del embalse hay un grupo de islas bajas en las que se establecido en 1970 el Sequoyah National Wildlife Refuge (84 km²), como lugar protegido para la anidación de aves acuáticas y migratorias. En el embalse recibe por la margen derecha al más importante de sus afluentes, el largo río Canadian, y al arroyo San Bois, y por la derecha, a los arroyos Vian, Little Vian, Sallisaw (75,2 km) y Little Sallisaw. En la ribera septentrional del embalse está la pequeña ciudad de Sallisaw (8800 hab.), que cruza el arroyo Sallisaw. Casi en la presa están Brent (245 hab.) y Cowlington (155 hab.) y después el río Arkansas emprende dirección este, y tras pasar por Fort Coffee (424 hab.), y recibir por la margen derecha al Poteau (227 km), que llega desde el sur, sale del estado de Oklahoma por su límite oriental.
Administrativamente, el río Arkansas en el estado de Oklahoma atraviesa, o es frontera de, los condados de Kay, Pawnee, Osage, Tulsa, Wagoner, Muskogee, Haskell, Sequoyah y La Flore.

### Curso en Arkansas

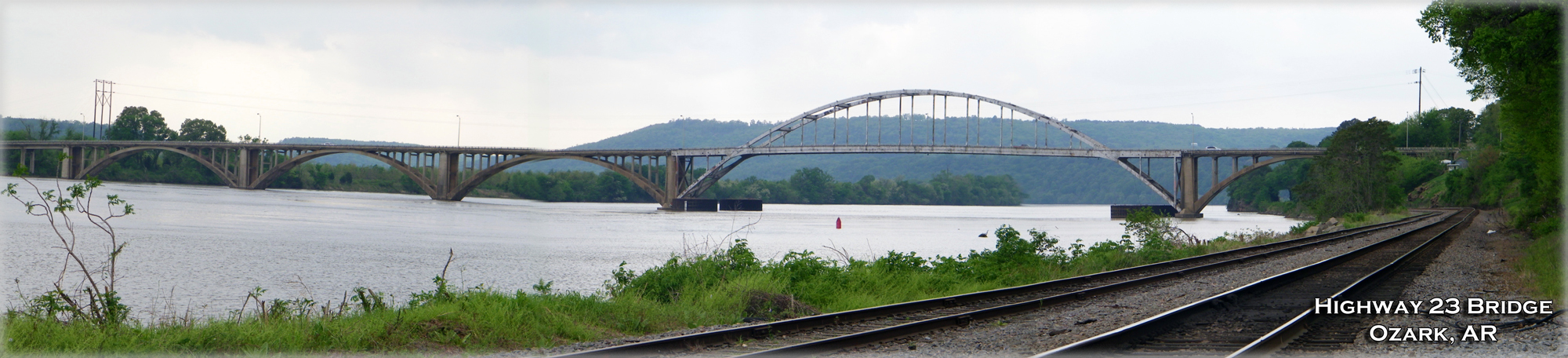
Vista panorámica del puente de la Highway 23 sobre el Arkansas en Ozark.

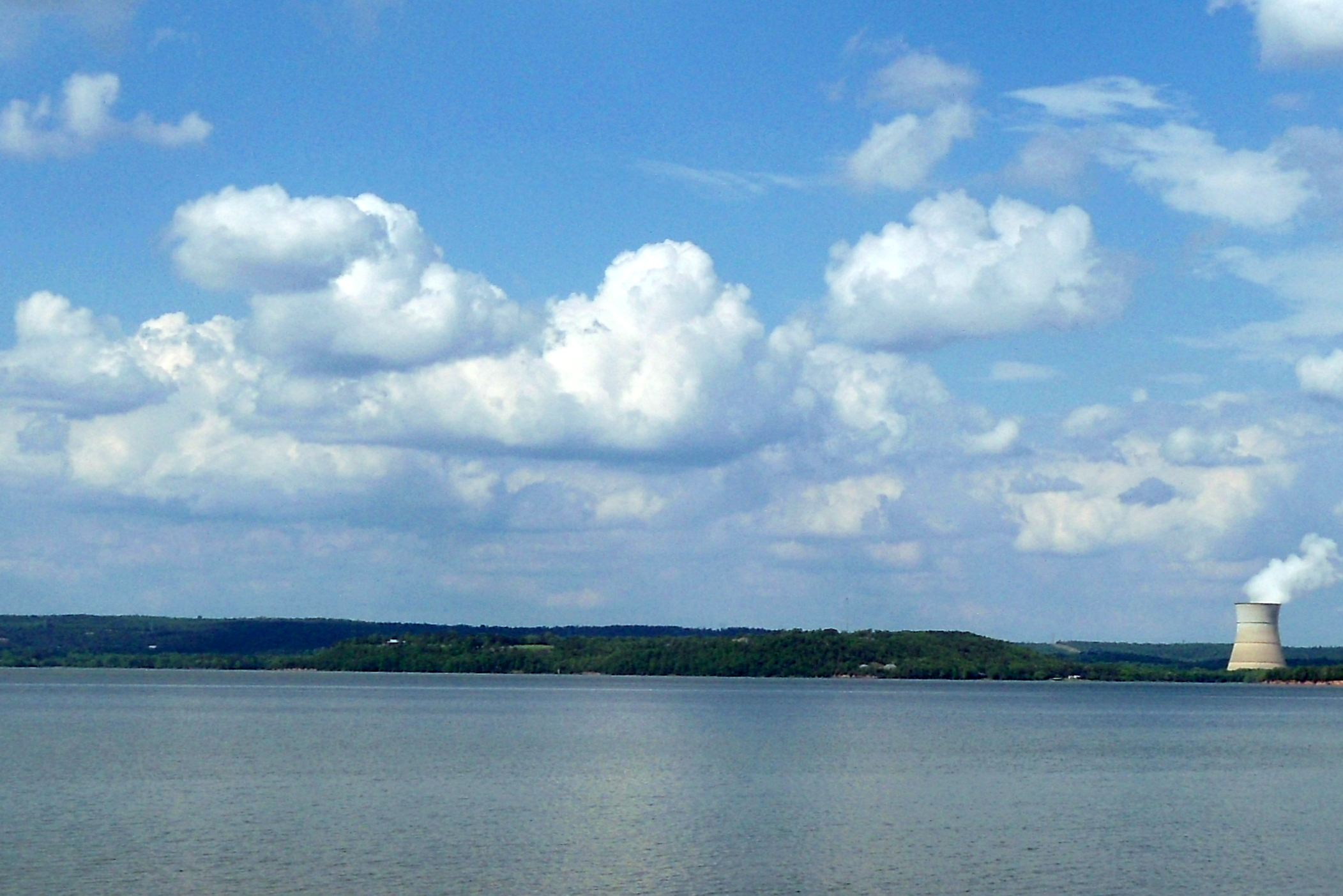
Mirando hacia el noreste desde el puente Dardanelle de la Arkansas Highway 22 en el lago Dardanelle

En el mismo límite estatal el Arkansas llega a Fort Smith (86 209 hab.) y Van Buren (22 791 hab.), en la confluencia con el arroyo Lee (104 km). Sigue por Barling (4649 hab.) y alcanza el lago Ozark, en cuya ribera norte se encuentran las pequeñas localidades de Mulberry (1655 hab.) y de Ozark (3684 hab.)—sede de gobierno del condado de Franklin—.
Sigue su avance hacia el este llegando a Clarksville (9251 hab.), Lamar (1415 hab. en 2000) y Knoxville (511 hab. en 2000), todas en la ribera norte del embalse del lago Dardanelle (de 160 km²), un largo embalse de unos 80 km de longitud en cuya orilla noreste está la única planta nuclear de Arkansas, la Central nuclear Arkansas Nuclear One, construida entre 1969-1974 y donde recibe al arroyo Flat Rock. En la cabecera del embalse están Russelville (27 290 hab.) y Dardanelle (4745 hab.).
Continua el Arkansas pasando por Morrilton (6767 hab.), Conway (58 908 hab.) —sede del condado de Faulkner—, Roland (746 hab.) y Maumelle (17 163 hab.), localizada frente a la boca del homónimo río Maumelle.
El Arkansas llega al área metropolitana de Little Rock (193 524 hab.) y Sherwood (29 523 hab.), situadas a ambas márgenes del río. Continua por Scott (72 hab.) y Pine Bluff (49 339 hab.), la última localidad de importancia del río. A partir de aquí el Arkansas se dirige hacia el sureste a través de una llanura de inundación en la que hay muchos meandros y antiguos cauces abandonados, y en la que está el Trusten Holder State Widflife. Finalmente, desemboca en el río Misisipi por su margen derecha, aguas abajo de la ciudad de Rosedale (1873 hab.).
Administrativamente, el río Arkansas en el estado de Arkansas atraviesa, o es frontera de, los condados de condado de Crawford, condado de Franklin,y el condado de Johnson entre otros.

### Localidades en el Arkansas
| Área metropolitana                                         | Estado   | Población |
| ---------------------------------------------------------- | -------- | --------- |
| Área metropolitana de Tulsa                                | Oklahoma | 937 478   |
| Área metropolitana de Fort Smith                           | Arkansas | 289 693   |
| Área metropolitana de Little Rock-North Little Rock-Conway | Arkansas | 699 757   |
| Área metropolitana de Pine Bluff                           | Arkansas | 100,258   |

Muchas de las comunidades a lo largo del río Arkansas enumeran a continuación, recogidas aguas abajo, desde el nacimiento del río hasta su final. Los habitantes corresponden todos la censo de 2010 y se resaltan en negrilla las localidades de más de 10000 habitantes.

## Problemas de asignación de agua
Desde 1902, el estado de Kansas ha reclamado al de Colorado por tomar demasiada cantidad de agua del río, dando lugar a una serie de demandas ante la Corte Suprema de Estados Unidos que continúan hasta nuestros días, por lo general bajo el nombre de Kansas v. Colorado. Los problemas sobre la posesión y el uso de las agua del río en Colorado y Kansas llevaron a la creación de un acuerdo interestatal (interstate compact) o acuerdo entre los dos estados. Aunque el Congreso aprobó el Arkansas River Compact en 1949, eso no evitó nuevos conflictos por los derechos de agua entre ambos estados.
El «Compacto Cuenca Río Arkansas Kansas-Oklahoma» (Kansas-Oklahoma Arkansas River Basin Compact) fue creado en 1965 para promover la consideración mutua y equidad en el uso del agua en la cuenca compartida por los estados. Condujo a la formación de la «Comisión del Río Arkansas Oklahoma Kansas» (Kansas-Oklahoma Arkansas River Commission), que se encarga de administrar el compacto y de la reducción de la contaminación. El pacto fue aprobado e implementado por ambos estados en 1970, y ha estado en vigor desde entonces.

## Navegación fluvial
El «Sistema de navegación del río Arkansas McClellan-Kerr» (McClellan-Kerr Arkansas River Navigation System) comienza en el Puerto de Tulsa de Catoosa en el río Verdigris, entra en el Arkansas cerca de Muskogee, y corre a través de un extenso sistema de esclusas y presas hasta el río Misisipi.
A través de Oklahoma y Arkansas, las presas profundizan y amplían artificialmente el río para disponer de un cuerpo de agua navegable. Desde la desembocadura del Verdigris hasta que el sistema McClellan-Kerr se mueve por el río White cerca de Arkansas Post, el Arkansas soporta un tráfico comercial de barcazas y lo que ofrece a los pasajeros y al uso recreativo es poco más que una serie de embalses.
| Elemento             | Nombre de la esclusa    | Milla en el río | Localización            | Coordenadas                                 |
| Arkansas             | Arkansas                | Arkansas        | Arkansas                | Arkansas                                    |
| -------------------- | ----------------------- | --------------- | ----------------------- | ------------------------------------------- |
| Esclusa río Misisipi | Montgomery Point        | 0,5             | Río White               | 33°56′45″N 91°05′13″O / 33.94583, -91.08694 |
| Esclusa 1            | Norrell                 | 10,3            | Arkansas Post Canal     | 34°01′10″N 91°11′40″O / 34.01944, -91.19444 |
| Esclusa 2            | Esclusa 2               | 13,3            | Arkansas Post Canal     | 34°01′34″N 91°14′45″O / 34.02611, -91.24583 |
| Esclusa 3            | Joe Hardin              | 50,2            | Condado de Jefferson    | 34°09′49″N 91°40′40″O / 34.16361, -91.67778 |
| Esclusa 4            | Emmett Sanders          | 66,0            | Pine Bluff              | 34°14′49″N 91°54′19″O / 34.24694, -91.90528 |
| Esclusa 5            | Col. Charles D. Maynard | 86,3            | Condado de Jefferson    | 34°24′46″N 92°06′03″O / 34.41278, -92.10083 |
| Esclusa 6            | David D. Terry          | 108,1           | Condado de Pulaski      | 34°39′58″N 92°09′23″O / 34.66611, -92.15639 |
| Esclusa 7            | Murray                  | 125,4           | Little Rock             | 34°47′25″N 92°21′28″O / 34.79028, -92.35778 |
| Esclusa 8            | Toad Suck Ferry         | 155,9           | Conway                  | 35°04′35″N 92°32′23″O / 35.07639, -92.53972 |
| Esclusa 9            | Arthur V. Ormond        | 176,9           | Morrilton               | 35°07′30″N 92°47′09″O / 35.12500, -92.78583 |
| Esclusa 10           | Dardanelle              | 205,5           | Russellville            | 35°15′00″N 93°10′07″O / 35.25000, -93.16861 |
| Esclusa 11           | Nunca realizada         | Nunca realizada | Nunca realizada         | Nunca realizada                             |
| Esclusa 12           | Ozark-Jeta Taylor       | 256,8           | Ozark                   | 35°28′17″N 93°48′46″O / 35.47139, -93.81278 |
| Esclusa 13           | James W. Trimble        | 292,8           | Barling                 | 35°20′55″N 94°17′52″O / 35.34861, -94.29778 |
| Oklahoma             |                         |                 |                         |                                             |
| Esclusa 14           | W. D. Mayo              | 319,6           | Fort Coffee             | 35°18′52″N 94°33′33″O / 35.31444, -94.55917 |
| Esclusa 15           | Robert S. Kerr          | 336,2           | Sallisaw                | 35°20′54″N 94°46′40″O / 35.34833, -94.77778 |
| Esclusa 16           | Webbers Falls           | 368,9           | Webbers Falls           | 35°33′14″N 95°10′02″O / 35.55389, -95.16722 |
| Esclusa 17           | Chouteau                | 401,4           | Wagoner (río Verdigris) | 35°51′25″N 95°22′14″O / 35.85694, -95.37056 |
| Esclusa 18           | Newt Graham             | 421,6           | Inola (río Verdigris)   | 36°03′31″N 95°32′11″O / 36.05861, -95.53639 |
| Puerto de Catoosa    | —                       | 445             | Catoosa (río Verdigris) | 36°14′28″N 95°44′15″O / 36.24111, -95.73750 |

## Pesca
Las cabeceras del río Arkansas, en el centro de Colorado, han sido conocidas por la excepcional pesca de truchas, sobre todo la pesca con mosca, desde el siglo XIX, cuando la trucha degollada billete verde dominaba el río. Hoy en día, la trucha marrón domina el río, que también tiene trucha arco iris. 'Trout Unlimited considera el Arkansas uno de los 100 mejores ríos trucheros de América, una reputación que el río ha tenido desde la década de 1950. Desde Leadville hasta Pueblo, el río Arkansas es atendido por numerosas tiendas de moscas y guías operando en Buena Vista, Salida, Cañon City y Pueblo. La División de Vida Silvestre de Colorado (Colorado Division of Wildlife) proporciona informes en línea regulares sobre la pesca en el río.
Una muerte de peces ocurrió el 29 de diciembre de 2010, en la que se estimó que 100.000 ejemplares de corvina de agua dulce forraron las orillas del río Arkansas. Una investigación realizada por la Comisión de Caza y Pesca de Arkansas (Arkansas Game and Fish Commission), encontró que los peces muertos "«cubrían 17 millas del río desde la esclusa y presa de Ozark aguas abajo hasta la Milla 240, directamente al sur de Hartman (Arkansas)» ". La Comisión ha tomado muestras de algunos de los peces muertos y ha declarado que podría tomar hasta 30 días para los resultados de las pruebas completas. Aunque la causa de la muerte aún no se ha determinado, los funcionarios estatales han sugerido que una enfermedad es la causa. Se aconsejó a los residentes no comer el pescado, dado que la causa de la muerte seguía siendo indeterminada.

## Apéndice: sistema fluvial del río Arkansas
El río Arkansas tiene muchos afluentes, siendo los más importantes los que recoge la Tabla siguiente. Los afluentes se ordenan geográficamente, siguiendo el río desde su nacimiento hasta la boca, dividiendo el curso del río en tramos según los estados que atraviesa. Sin embargo, los subafluentes se ordenan según van apareciendo al recorrerlos río arriba, esto es, desde la boca a la fuente.
| Ramal | Ramal | Nombre afluente                         | Nombre afluente                         | Nombre afluente                         | Nombre afluente                         | Desembocadura       | Localidad boca                  | Longitud (km) | Cuenca (km²) | Caudal (m³/s) | Estado(s) por los que discurre        | Tramo    |
| —     | D     | Río East Fork Arkansas                  | Río East Fork Arkansas                  | Río East Fork Arkansas                  | Río East Fork Arkansas                  | Arkansas            | Oeste de Leadville              | 32,2          |              |               | Colorado                              | Colorado |
| —     | D     | Arroyo Chalk                            | Arroyo Chalk                            | Arroyo Chalk                            | Arroyo Chalk                            | Arkansas            | Nathrop                         | 43,9          |              |               | Colorado                              | Colorado |
| —     | D     | Río South Arkansas                      | Río South Arkansas                      | Río South Arkansas                      | Río South Arkansas                      | Arkansas            | Salida                          | 39,4          | 4840         |               | Colorado                              | Colorado |
| I     | —     | Arroyo Fountain                         | Arroyo Fountain                         | Arroyo Fountain                         | Arroyo Fountain                         | Arkansas            | Pueblo                          | 119,9         | 2418         |               | Colorado                              | Colorado |
| —     | D     | río Saint Charles                       | río Saint Charles                       | río Saint Charles                       | río Saint Charles                       | Arkansas            | Pueblo                          | 104           | 4840         |               | Colorado                              | Colorado |
| —     | —     |                                         | Río North Saint Charles                 | Río North Saint Charles                 | Río North Saint Charles                 | Saint Charles       |                                 | 104           |              |               | Colorado                              | Colorado |
| —     | D     | Río Huérfano                            | Río Huérfano                            | Río Huérfano                            | Río Huérfano                            | Arkansas            | Sur de Boone                    | 182           | 4840         |               | Colorado                              | Colorado |
| —     | —     |                                         | Río Cucharas                            | Río Cucharas                            | Río Cucharas                            | Huérfano            | Pueblo                          | 121           |              |               | Colorado                              | Colorado |
| I     | —     | Arroyo Chico                            | Arroyo Chico                            | Arroyo Chico                            | Arroyo Chico                            | Arkansas            | Avondale                        | 86,6          | 1934         |               | Colorado                              | Colorado |
| —     | D     | Río Apishapa                            | Río Apishapa                            | Río Apishapa                            | Río Apishapa                            | Arkansas            | Fowler                          | 224           | 2798         |               | Colorado                              | Colorado |
| —     | —     |                                         | Río North Fork Apishapa                 | Río North Fork Apishapa                 | Río North Fork Apishapa                 | Apishapa            |                                 |               |              |               | Colorado                              | Colorado |
| I     | —     | Arroyo Horse                            | Arroyo Horse                            | Arroyo Horse                            | Arroyo Horse                            | Arkansas            | Oeste de Las Animas             | 208           | 3680         |               | Colorado                              | Colorado |
| I     | —     | Arroyo Big Sandy                        | Arroyo Big Sandy                        | Arroyo Big Sandy                        | Arroyo Big Sandy                        | Arkansas            | Este de Lamar                   | 340           | 4825         |               | Colorado                              | Colorado |
| —     | —     |                                         | Arroyo Rush                             | Arroyo Rush                             | Arroyo Rush                             | Big Sandy           | Condado de Kiowa (Colorado)     | 164           | 3570         |               | Colorado                              | Colorado |
| —     | D     | Río Purgatorio                          | Río Purgatorio                          | Río Purgatorio                          | Río Purgatorio                          | Arkansas            | Las Animas                      | 315           | 8923         |               | Colorado                              | Colorado |
| —     | D     | Arroyo Two Butte                        | Arroyo Two Butte                        | Arroyo Two Butte                        | Arroyo Two Butte                        | Arkansas            | Holly                           | 245           | 2107         |               | Colorado                              | Colorado |
| —     | D     | Arroyo Bear                             | Arroyo Bear                             | Arroyo Bear                             | Arroyo Bear                             | Arkansas            | Lakin                           | 260           |              |               | Kansas Colorado                       | Kansas   |
| I     | —     | Río Pawnee                              | Río Pawnee                              | Río Pawnee                              | Río Pawnee                              | Arkansas            | Sur de Larned                   | 319           | 6996         | 2             | Kansas                                | Kansas   |
| —     | —     |                                         | Arroyo Buckner                          | Arroyo Buckner                          | Arroyo Buckner                          | Pawnee              |                                 |               |              |               | Kansas                                | Kansas   |
| —     | —     | Arroyo Walnut                           | Arroyo Walnut                           | Arroyo Walnut                           | Arroyo Walnut                           | Arkansas            |                                 |               |              |               | Kansas                                | Kansas   |
| —     | D     | Arroyo Rattlesnake                      | Arroyo Rattlesnake                      | Arroyo Rattlesnake                      | Arroyo Rattlesnake                      | Arkansas            | Sterling (Kansas)               | 153           |              |               | Kansas                                | Kansas   |
| I     | —     | Arroyo Cow                              | Arroyo Cow                              | Arroyo Cow                              | Arroyo Cow                              | Arkansas            | Hutchinson                      | 180           | 2262         | 35            | Kansas                                | Kansas   |
| I     | —     | Río Little Arkansas                     | Río Little Arkansas                     | Río Little Arkansas                     | Río Little Arkansas                     | Arkansas            | Wichita                         | 198           |              | 8,9           | Kansas                                | Kansas   |
| —     | D     | Río Ninnescah                           | Río Ninnescah                           | Río Ninnescah                           | Río Ninnescah                           | Arkansas            | Oxford                          | 90,8          |              |               | Kansas                                | Kansas   |
| —     | —     |                                         | Río North Fork Ninnescah                | Río North Fork Ninnescah                | Río North Fork Ninnescah                | Ninnescah           |                                 |               |              |               | Kansas                                | Kansas   |
| —     | —     |                                         | Río South Fork Ninnescah                | Río South Fork Ninnescah                | Río South Fork Ninnescah                | Ninnescah           |                                 |               |              |               | Kansas                                | Kansas   |
| I     | —     | río Walnut                              | río Walnut                              | río Walnut                              | río Walnut                              | Arkansas            | Arkansas City (Kansas)          | 248           | 6200         |               | Kansas                                | Kansas   |
| —     | —     |                                         | Río Little Walnut                       | Río Little Walnut                       | Río Little Walnut                       | Walnut              |                                 |               |              |               | Kansas                                | Kansas   |
| —     | —     |                                         | Río Whitewater                          | Río Whitewater                          | Río Whitewater                          | Walnut              | Cerca de Augusta, Kansas        | 100           |              |               | Kansas                                | Kansas   |
| I     | —     | Arroyo Grouse                           | Arroyo Grouse                           | Arroyo Grouse                           | Arroyo Grouse                           | Arkansas            |                                 |               |              |               | Kansas                                | Kansas   |
| —     | D     | Río Salt Fork Arkansas                  | Río Salt Fork Arkansas                  | Río Salt Fork Arkansas                  | Río Salt Fork Arkansas                  | Arkansas            | Sur de Ponca City               | 385           |              | 26,2          | Kansas Oklahoma                       | Oklahoma |
| —     | —     |                                         | Río Chikaskia                           | Río Chikaskia                           | Río Chikaskia                           | Salt Fork Arkansas  | Sureste de Tonkawa              | 256           |              |               | Kansas Oklahoma                       | Oklahoma |
| —     | —     |                                         | Río Medicine Lodge                      | Río Medicine Lodge                      | Río Medicine Lodge                      | Salt Fork Arkansas  | Nornoreste de Cherokee          | 210           |              |               | Kansas Oklahoma                       | Oklahoma |
| —     | D     | Arroyo Red Rock                         | Arroyo Red Rock                         | Arroyo Red Rock                         | Arroyo Red Rock                         | Arkansas            |                                 |               |              |               | Oklahoma                              | Oklahoma |
| —     | D     | Arroyo Black Bear                       | Arroyo Black Bear                       | Arroyo Black Bear                       | Arroyo Black Bear                       | Arkansas            |                                 |               |              |               | Estados Unidos                        | Oklahoma |
| —     | D     | Río Cimarrón                            | Río Cimarrón                            | Río Cimarrón                            | Río Cimarrón                            | Arkansas            | Westport (Oklahoma)             | 1123          | 49 080       | 33            | Colorado Kansas Nuevo México Oklahoma | Oklahoma |
| —     | —     |                                         | Arroyo Skeleton                         | Arroyo Skeleton                         | Arroyo Skeleton                         | Cimarron            |                                 |               |              |               | Oklahoma                              | Oklahoma |
| —     | —     |                                         | Río North Fork Cimarron                 | Río North Fork Cimarron                 | Río North Fork Cimarron                 | Cimarron            | Satanta                         | 272           |              |               | Estados Unidos                        | Oklahoma |
| —     | —     |                                         |                                         | Arroyo Sand Arroyo                      | Arroyo Sand Arroyo                      | North Fork Cimarron |                                 |               | 1938         |               | Estados Unidos                        | Oklahoma |
| I     | —     | Río Verdigris                           | Río Verdigris                           | Río Verdigris                           | Río Verdigris                           | Arkansas            | Muskogee (Oklahoma)             | 500           |              | 131,5         | Kansas Oklahoma                       | Oklahoma |
| —     | —     |                                         | Río Fall                                | Río Fall                                | Río Fall                                | Verdigris           | Neodesha (Kansas)               |               |              |               | Kansas                                | Oklahoma |
| —     | —     |                                         | Río Elk                                 | Río Elk                                 | Río Elk                                 | Verdigris           | Cerca de Independence (Kansas)  | 153           |              |               | Kansas                                | Oklahoma |
| —     | —     |                                         | Río Caney                               | Río Caney                               | Río Caney                               | Verdigris           | Verdigris (Oklahoma)            | 290           |              | 48,2          | Kansas Oklahoma                       | Oklahoma |
| I     | —     | Río Neosho (la sección baja, río Grand) | Río Neosho (la sección baja, río Grand) | Río Neosho (la sección baja, río Grand) | Río Neosho (la sección baja, río Grand) | Arkansas            | Muskogee (Oklahoma)             | 745           | 32 780       | 253,5         | Kansas Oklahoma                       | Oklahoma |
| —     | —     |                                         | río Spring                              | río Spring                              | río Spring                              | Neosho              | Wyandotte (Oklahoma)            | 208           |              |               | Misuri Kansas Oklahoma                | Oklahoma |
| —     | —     |                                         |                                         | arroyo Shoal                            | arroyo Shoal                            | Spring              | Cerca de Riverton (Kansas)      |               |              | 12,2          | Misuri                                | Oklahoma |
| —     | —     |                                         | Río Cottonwood                          | Río Cottonwood                          | Río Cottonwood                          | Neosho              | Este de Emporia (Kansas)        |               | 4952         | 35,1          | Kansas                                | Oklahoma |
| —     | —     |                                         | río Elk                                 | río Elk                                 | río Elk                                 | Neosho              | Cerca de Noel (Misuri)          | 56,6          |              |               | Misuri Oklahoma                       | Oklahoma |
| —     | —     |                                         |                                         | Arroyo Big Sugar                        | Arroyo Big Sugar                        | Elk                 | Sur de Pineville (Misuri)       | 76            |              |               | Arkansas Misuri                       | Oklahoma |
| —     | —     |                                         |                                         | Arroyo Little Sugar                     | Arroyo Little Sugar                     | Elk                 | Sur de Pineville (Misuri)       |               |              |               | Arkansas Misuri                       | Oklahoma |
| -     | -     | -                                       | -                                       | -                                       | Arroyo Tanyard                          | Little Sugar        | Norte de Bella Vista (Arkansas) |               |              |               | Arkansas                              | Oklahoma |
| I     | —     | río Illinois                            | río Illinois                            | río Illinois                            | río Illinois                            | Arkansas            | Gore                            | 233           | 2300         |               | Arkansas Oklahoma                     | Oklahoma |
| —     | —     |                                         | Arroyo Caney                            | Arroyo Caney                            | Arroyo Caney                            | Illinois            | Norte de Cookson (Oklahoma)     |               |              |               | Oklahoma                              | Oklahoma |
| —     | —     |                                         | Baron Fork                              | Baron Fork                              | Baron Fork                              | Illinois            |                                 |               | 4300         | 9,3           | Alaska Texas                          | Oklahoma |
| —     | —     |                                         | Arroyo Flint                            | Arroyo Flint                            | Arroyo Flint                            | Illinois            | Flint Creek (Oklahoma)          |               |              |               | Alaska Oklahoma                       | Oklahoma |
| —     | D     | Río Canadian                            | Río Canadian                            | Río Canadian                            | Río Canadian                            | Arkansas            |                                 | 1458          | 122 701      |               | Oklahoma Colorado Nuevo México Texas  | Oklahoma |
| —     | —     |                                         | Río North Canadian                      | Río North Canadian                      | Río North Canadian                      | Canadian            | Lake Eufaula (Oklahoma)         | 1300          | 46 500       | 23,6          | Oklahoma                              | Oklahoma |
| —     | —     |                                         |                                         | Río Deep Fork                           | Río Deep Fork                           | North Canadian      | Lake Eufaula (Oklahoma)         |               |              |               | Oklahoma                              | Oklahoma |
| —     | —     |                                         |                                         | Arroyo Lightning                        | Arroyo Lightning                        | North Canadian      |                                 |               |              |               | Oklahoma                              | Oklahoma |
| —     | —     |                                         |                                         | río Beaver                              | río Beaver                              | North Canadian      |                                 | 450           | 30 300       | 5,4           | Oklahoma Texas                        | Oklahoma |
| —     | —     |                                         |                                         |                                         | Arroyo Palo Duro                        | Beaver              | Hardesty (Oklahoma)             | 135           |              |               | Oklahoma Texas                        | Oklahoma |
| —     | —     |                                         |                                         |                                         | arroyo Coldwater                        | Beaver              | Optima Lake                     |               |              |               | Oklahoma Nuevo México Texas           | Oklahoma |
| —     | —     |                                         |                                         | Arroyo Wolf                             | Arroyo Wolf                             | North Canadian      |                                 |               | 4980         |               | Oklahoma Texas                        | Oklahoma |
| —     | —     |                                         | río Little                              | río Little                              | río Little                              | Canadian            |                                 | 140           |              | 10            | Oklahoma                              | Oklahoma |
| —     | —     |                                         | Río Vermejo                             | Río Vermejo                             | Río Vermejo                             | Canadian            | Maxwell (Nuevo México)          |               |              | 0,25          | Nuevo México                          | Oklahoma |
| —     | —     |                                         |                                         | Río North Fork Vermejo                  | Río North Fork Vermejo                  | Vermejo             | Condado de Colfax               |               |              |               | Nuevo México                          | Oklahoma |
| —     | D     | Arroyo Sallisaw                         | Arroyo Sallisaw                         | Arroyo Sallisaw                         | Arroyo Sallisaw                         | Arkansas            | Robert S. Kerr Lake             | 75,2          |              |               | Oklahoma                              | Oklahoma |
| —     | —     | Arroyo Sans Bois                        | Arroyo Sans Bois                        | Arroyo Sans Bois                        | Arroyo Sans Bois                        | Arkansas            |                                 |               |              |               | Oklahoma                              | Oklahoma |
| —     | D     | Río Poteau                              | Río Poteau                              | Río Poteau                              | Río Poteau                              | Arkansas            | Belle Point en Fort Smith       | 227           |              | 63,8          | Arkansas Oklahoma                     | Oklahoma |
| —     | —     |                                         | James Fork                              | James Fork                              | James Fork                              | Poteau              |                                 | 81            |              |               | Arkansas Oklahoma                     | Oklahoma |
| —     | —     |                                         | Fourche Maline                          | Fourche Maline                          | Fourche Maline                          | Poteau              |                                 | 112,7         |              |               | Oklahoma                              | Oklahoma |
| I     | —     | Arroyo Lee                              | Arroyo Lee                              | Arroyo Lee                              | Arroyo Lee                              | Arkansas            | Van Buren                       | 104           |              |               | Arkansas Oklahoma                     | Arkansas |
| I     | —     | Río Mulberry                            | Río Mulberry                            | Río Mulberry                            | Río Mulberry                            | Arkansas            | Sur de Mulberry (Arkansas)      | 110           | 970          | 15,8          | Arkansas                              | Arkansas |
| I     | —     | Arroyo Big Piney                        | Arroyo Big Piney                        | Arroyo Big Piney                        | Arroyo Big Piney                        | Arkansas            | Lago Dardanelle                 | 113,9         |              |               | Arkansas                              | Arkansas |
| —     | D     | Illinois Bayou                          | Illinois Bayou                          | Illinois Bayou                          | Illinois Bayou                          | Arkansas            |                                 |               |              |               | Arkansas                              | Arkansas |
| —     | D     | Río Petit Jean                          | Río Petit Jean                          | Río Petit Jean                          | Río Petit Jean                          | Arkansas            | Norte de Petit Jean State Park  | 182           |              |               | Arkansas                              | Arkansas |
| —     | —     | Arroyo Point Remove                     | Arroyo Point Remove                     | Arroyo Point Remove                     | Arroyo Point Remove                     | Arkansas            |                                 |               |              |               | Estados Unidos                        | Arkansas |
| I     | —     | Arroyo Cadron                           | Arroyo Cadron                           | Arroyo Cadron                           | Arroyo Cadron                           | Arkansas            |                                 |               |              |               | Arkansas                              | Arkansas |
| —     | D     | Río Fourche La Fave                     | Río Fourche La Fave                     | Río Fourche La Fave                     | Río Fourche La Fave                     | Arkansas            | Bigelow (Arkansas)              | 243           |              |               | Arkansas                              | Arkansas |
| —     | —     |                                         | Río South Fourche La Fave               | Río South Fourche La Fave               | Río South Fourche La Fave               | Fourche La Fave     |                                 |               |              | 8,4           | Arkansas                              | Arkansas |
| —     | D     | Río Maumelle                            | Río Maumelle                            | Río Maumelle                            | Río Maumelle                            | Arkansas            |                                 |               |              |               | Arkansas                              | Arkansas |
| —     | D     | Río Little Maumelle                     | Río Little Maumelle                     | Río Little Maumelle                     | Río Little Maumelle                     | Arkansas            |                                 |               |              |               | Arkansas                              | Arkansas |
| I     | —     | Bayou Meto                              | Bayou Meto                              | Bayou Meto                              | Bayou Meto                              | Arkansas            | Suroeste de Gillett,            | 240           |              |               | Arkansas                              | Arkansas |

## Galería de imágenes

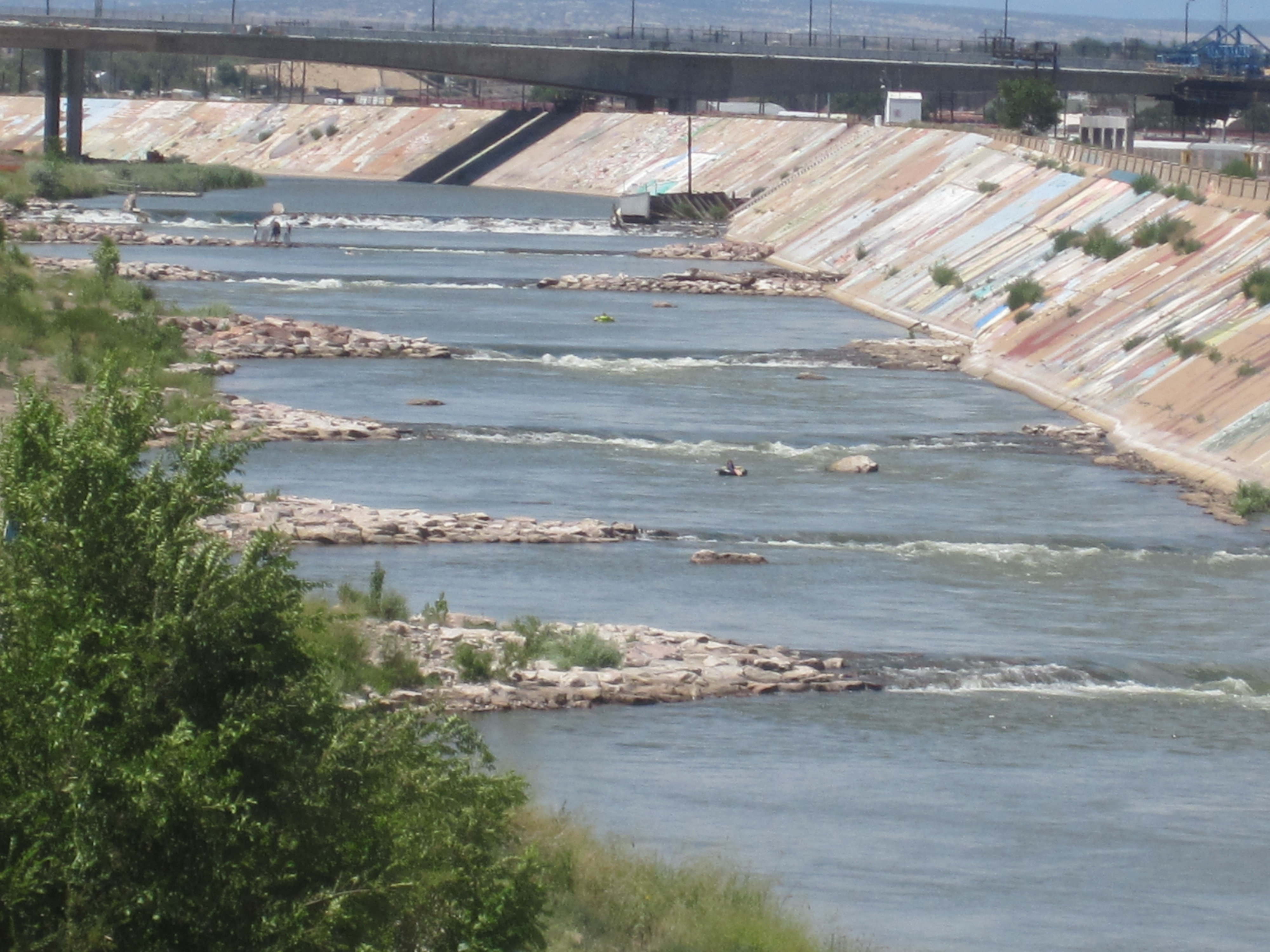
El Arkansas en el centro de Pueblo, Colorado
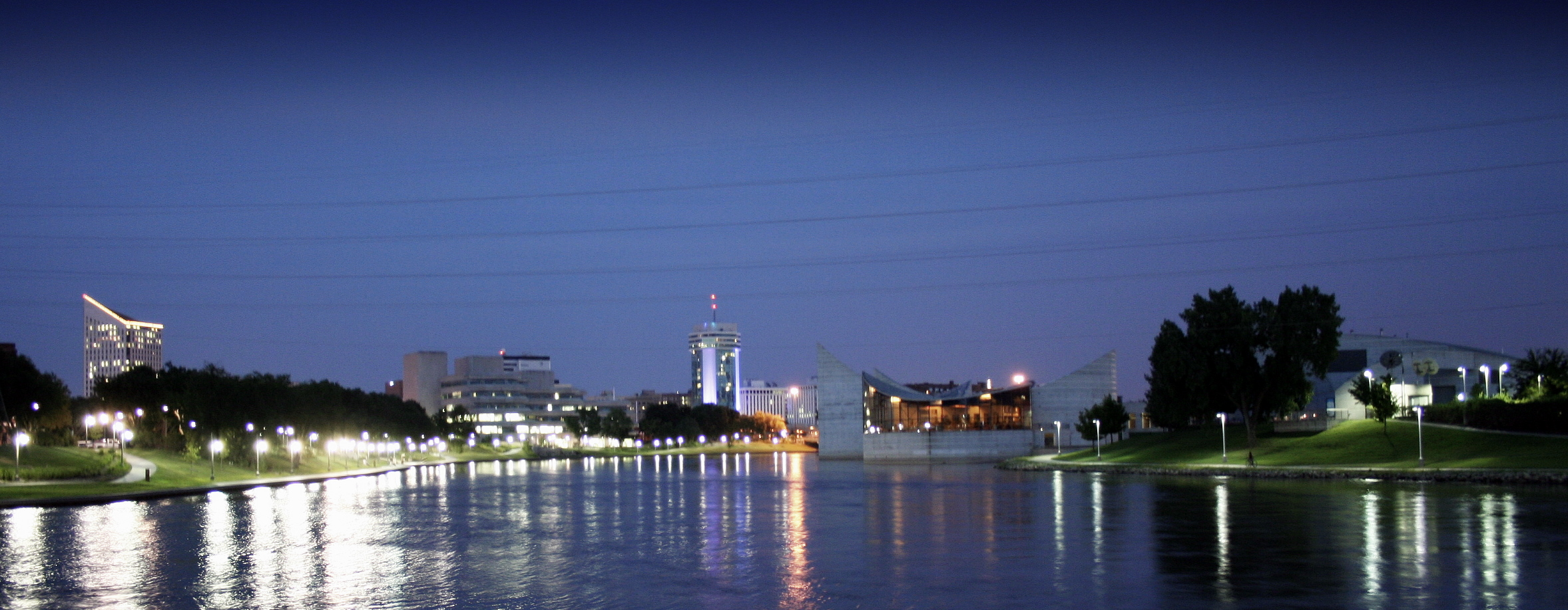
Downtown Wichita, Kansas, skyline at night from The Keeper of the Plains at the Arkansas River
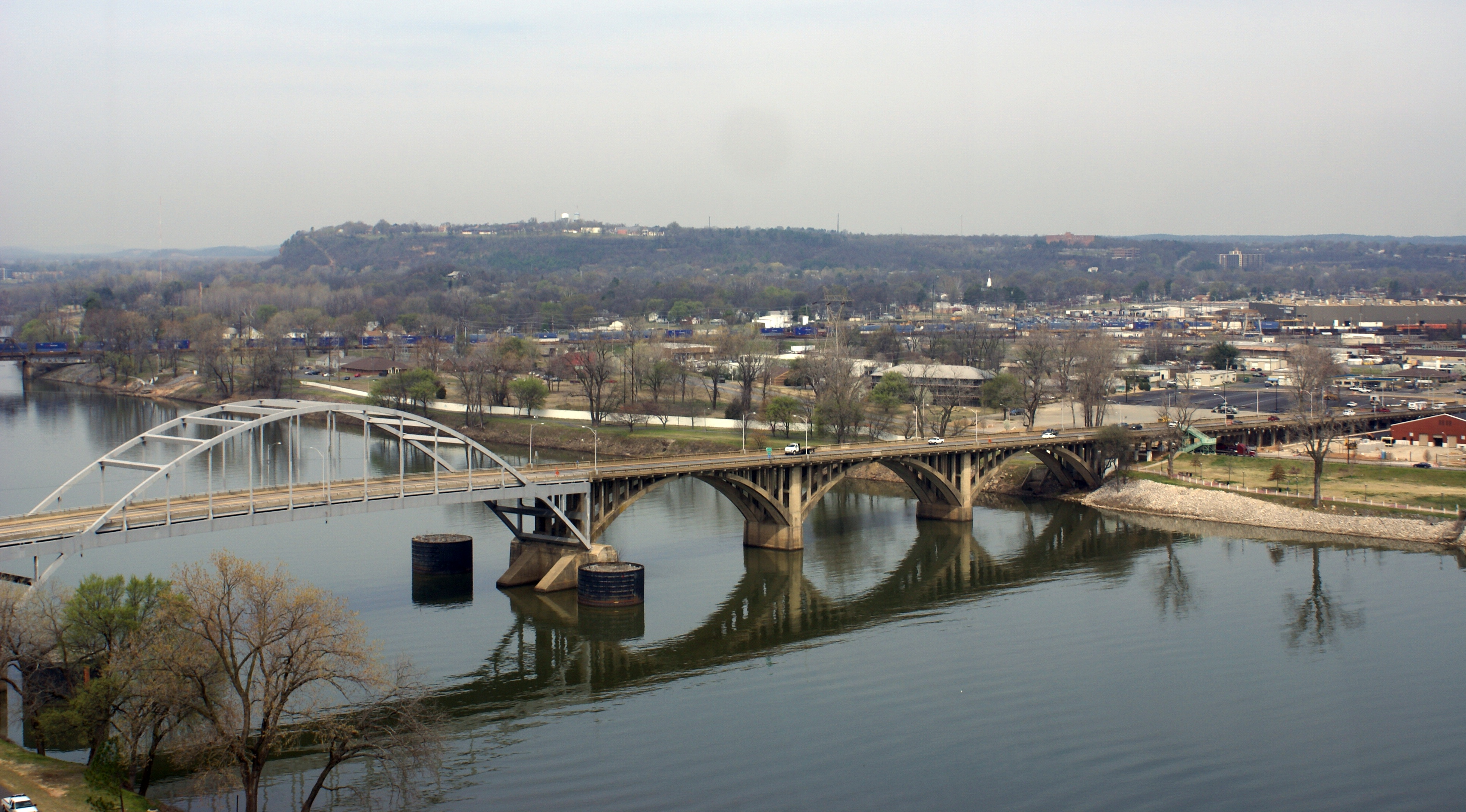
El Arkansas, mirando a través hasta North Little Rock
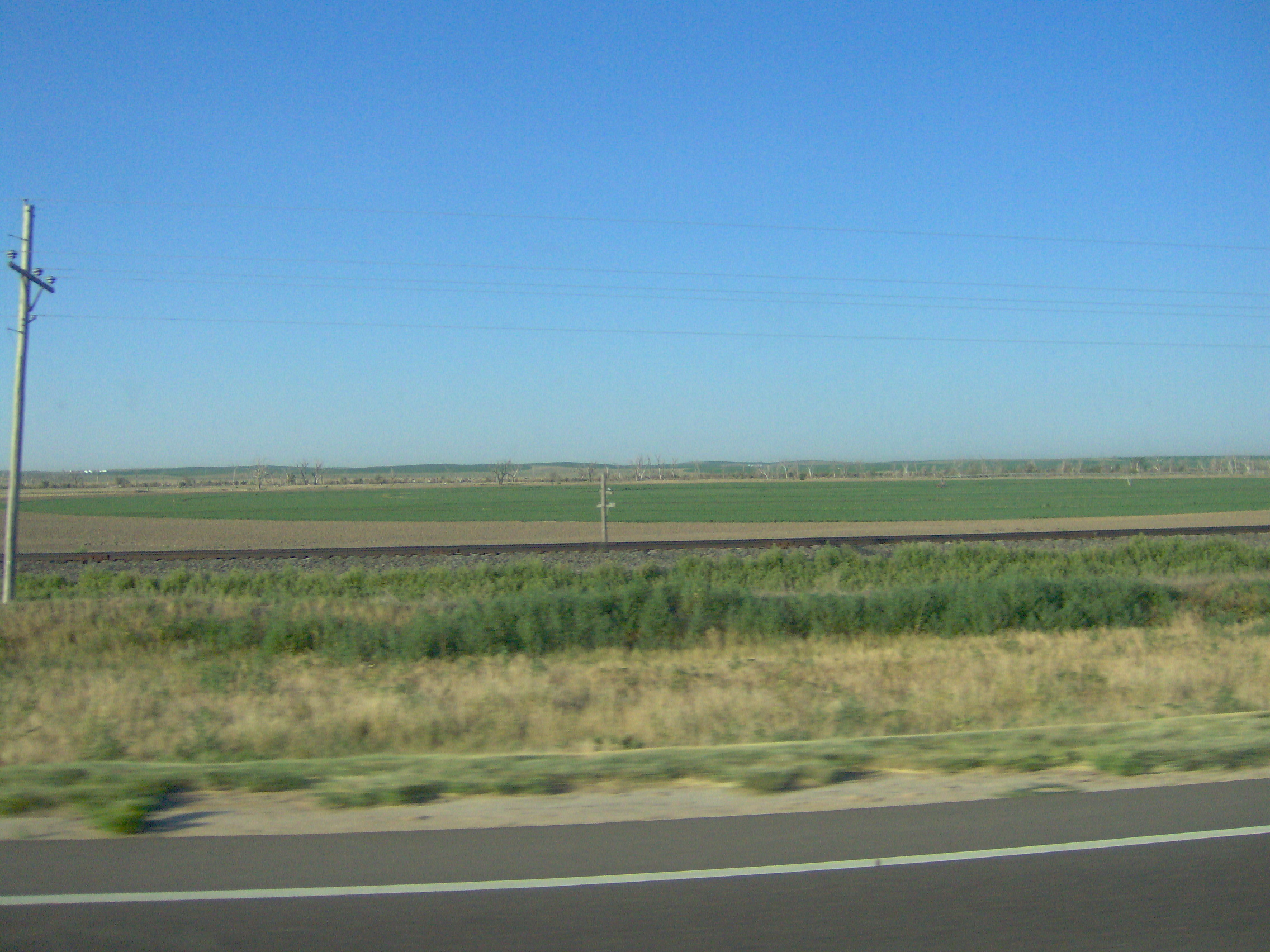
Drought can reduce the Arkansas River so much, trees along the river cannot survive
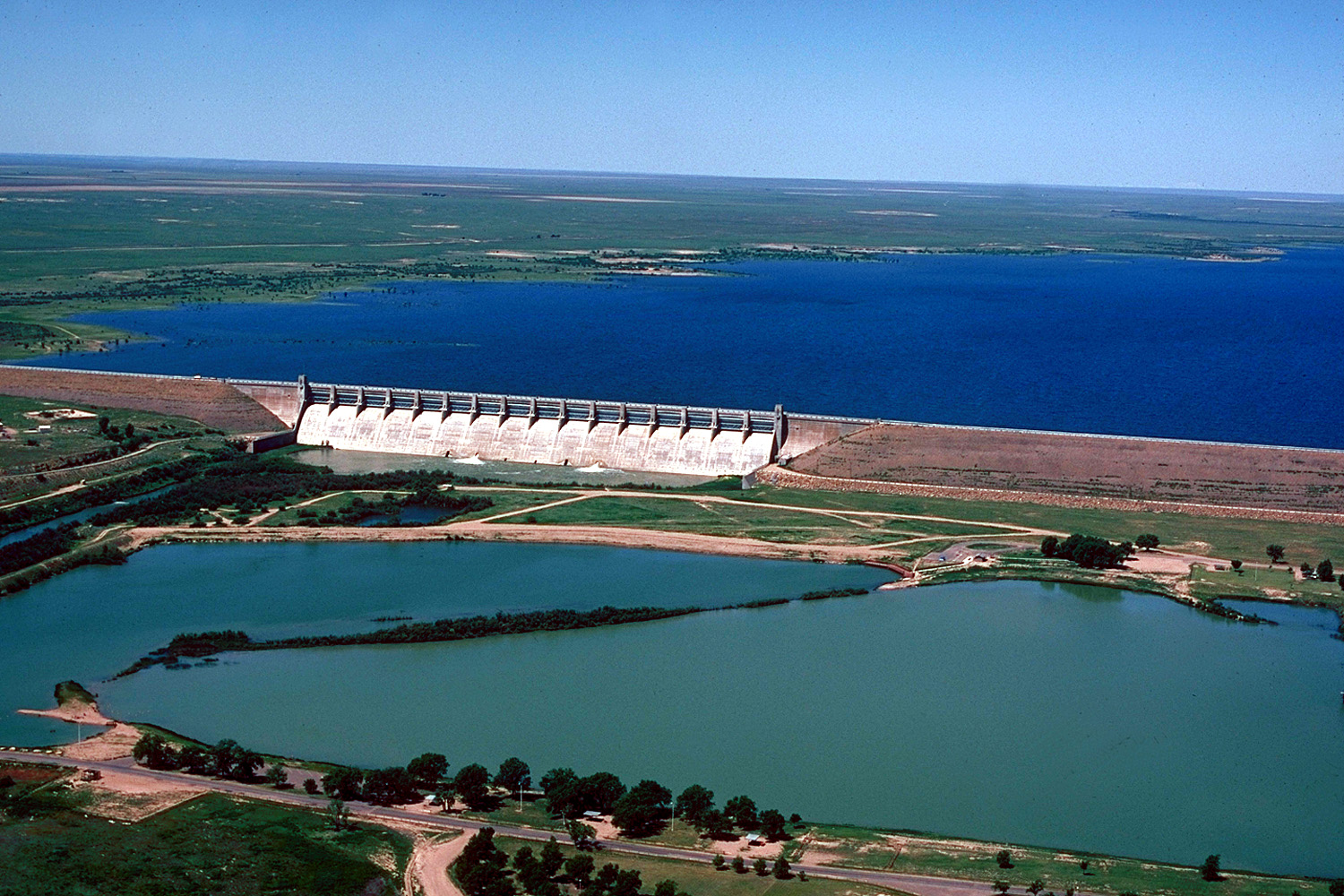
Embalse y presa John Martin en el Arkansas en el condado de Bent
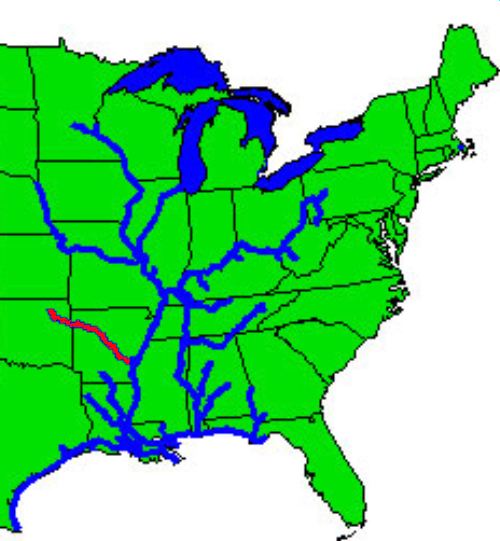
Inland waterway system with McClellan-Kerr Navigational Channel shown in red
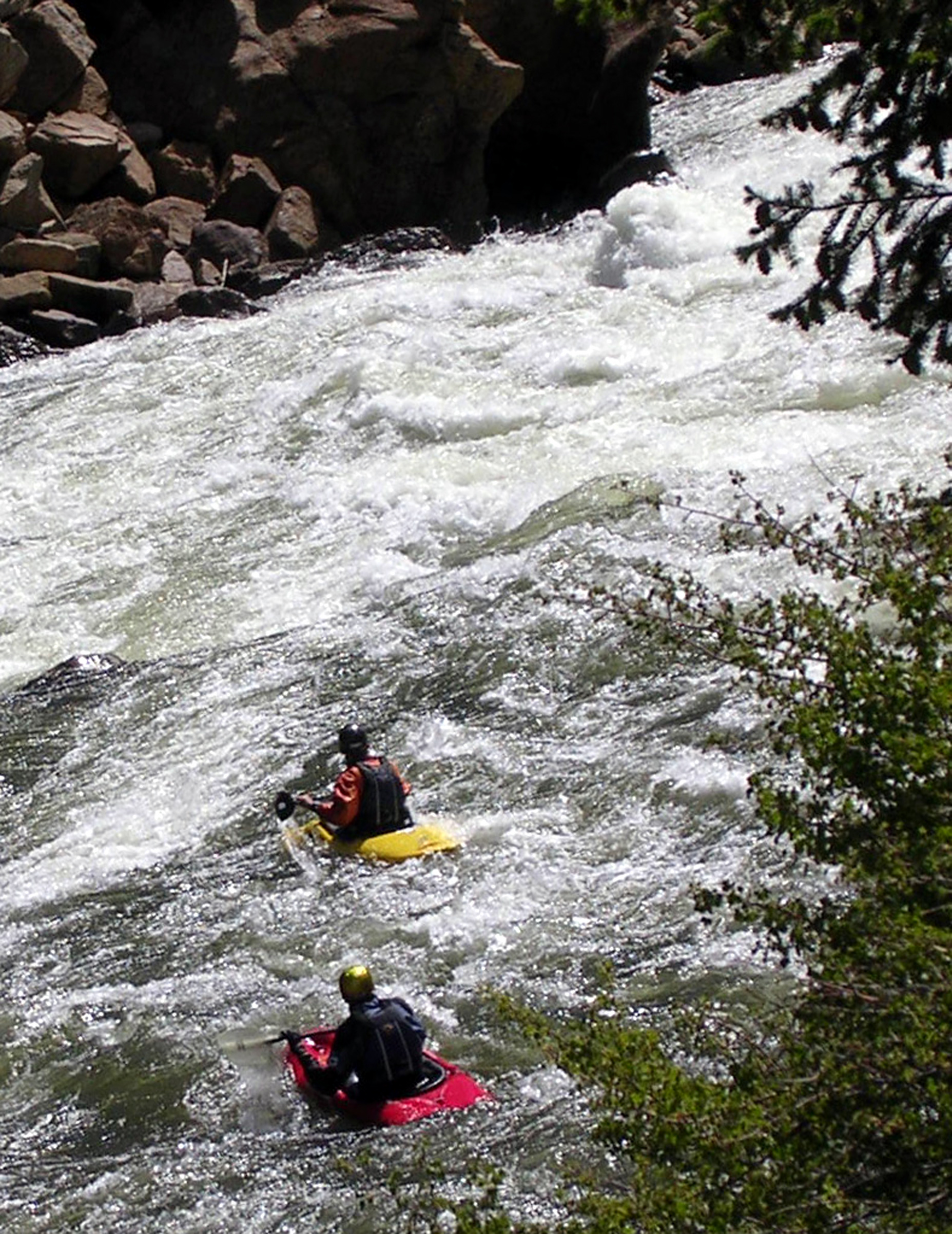
Whitewater kayaking en el Arkansas
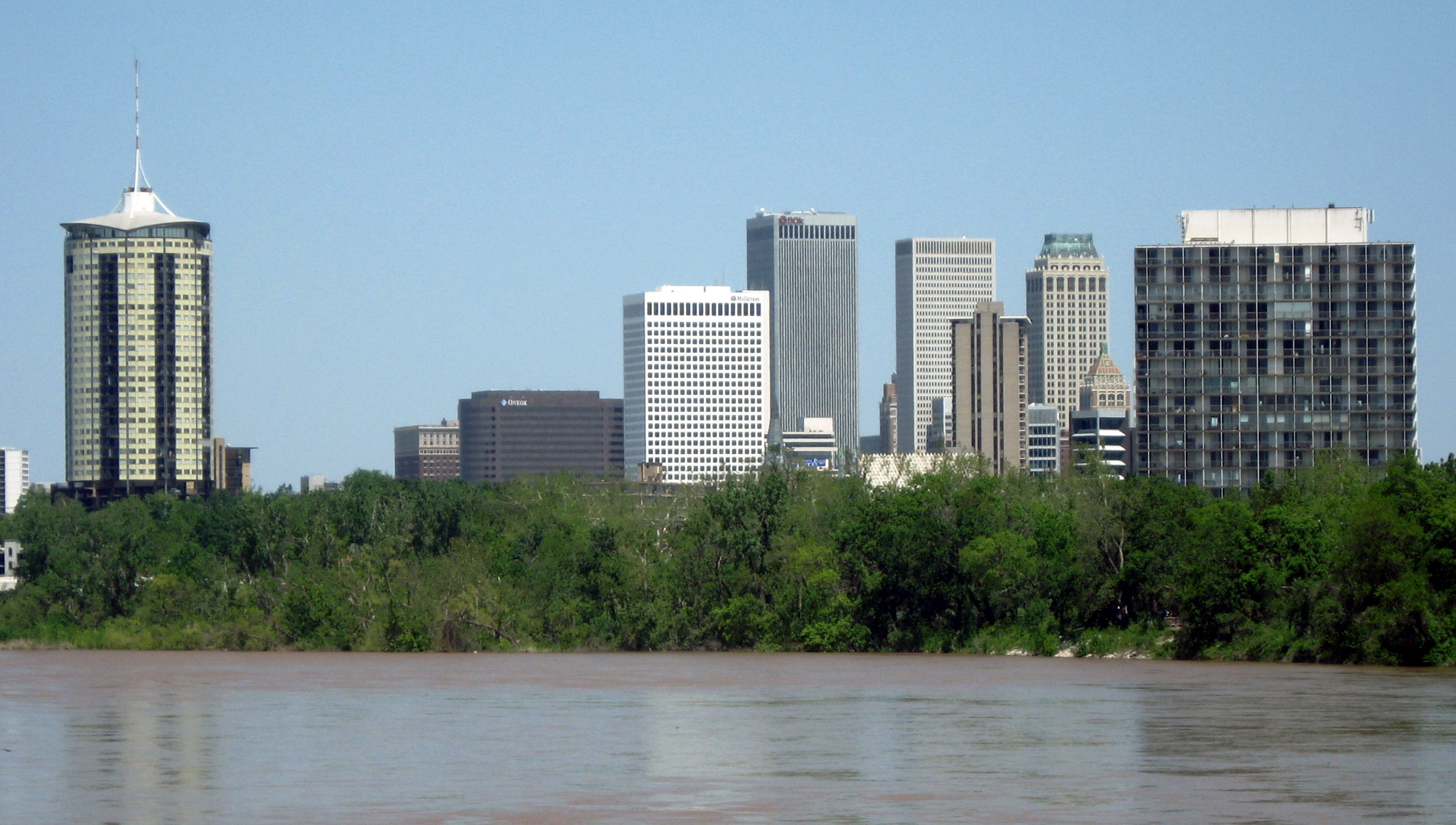
El Arkansas en Tulsa (Oklahoma) (OK)
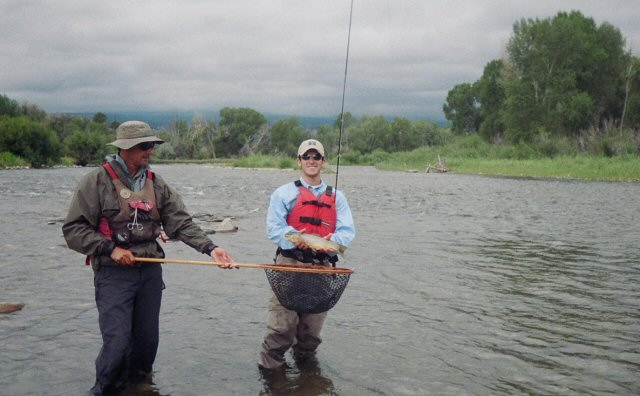
Pescadores de mosca en el Arkansas cerca de Salida (CO)
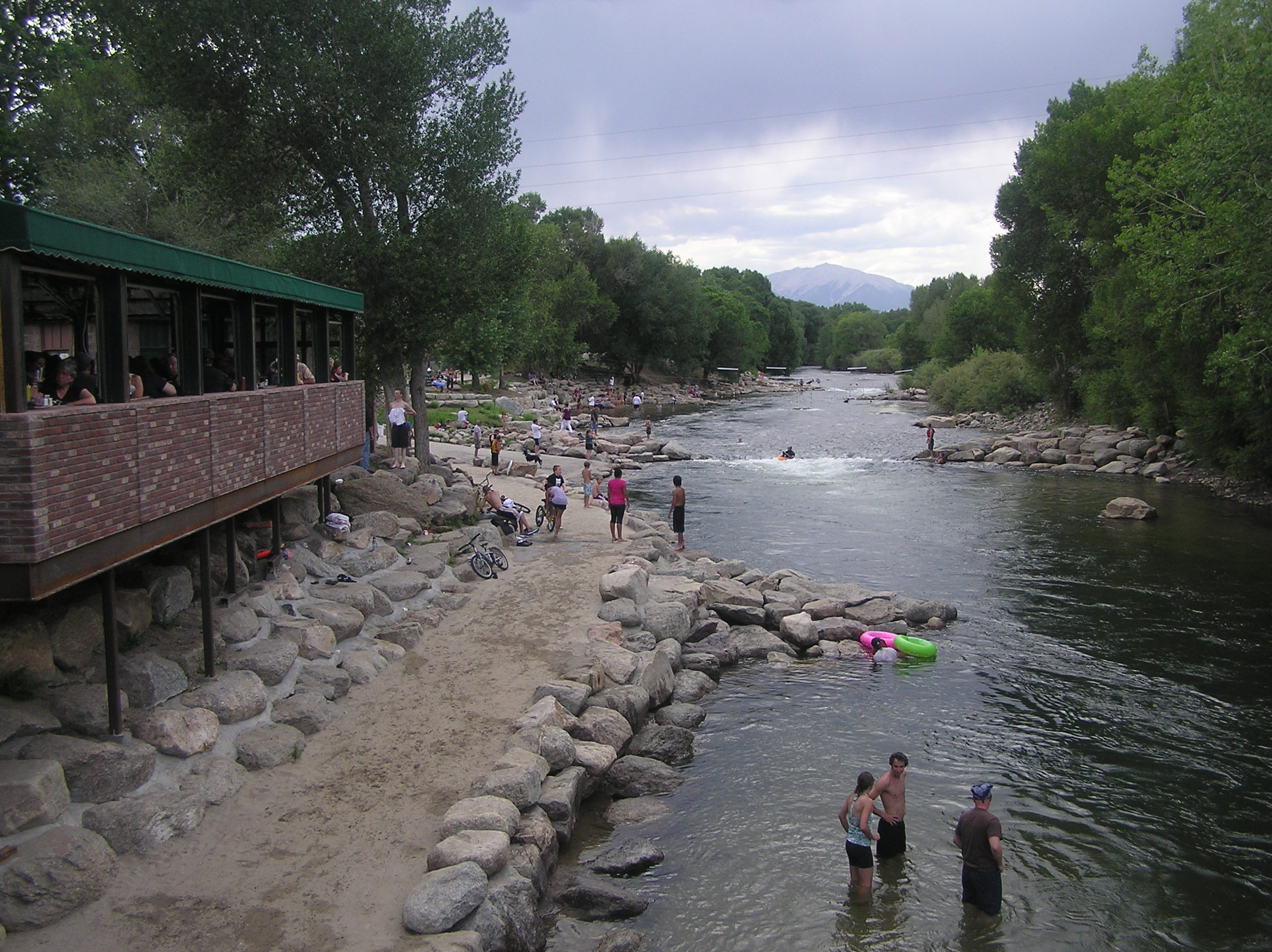
El Arkansas en Salida (CO)
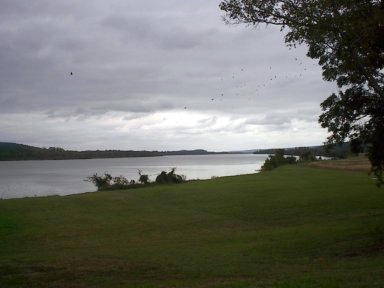
El Arkansas en Natural Steps (Arkansas) (AR)
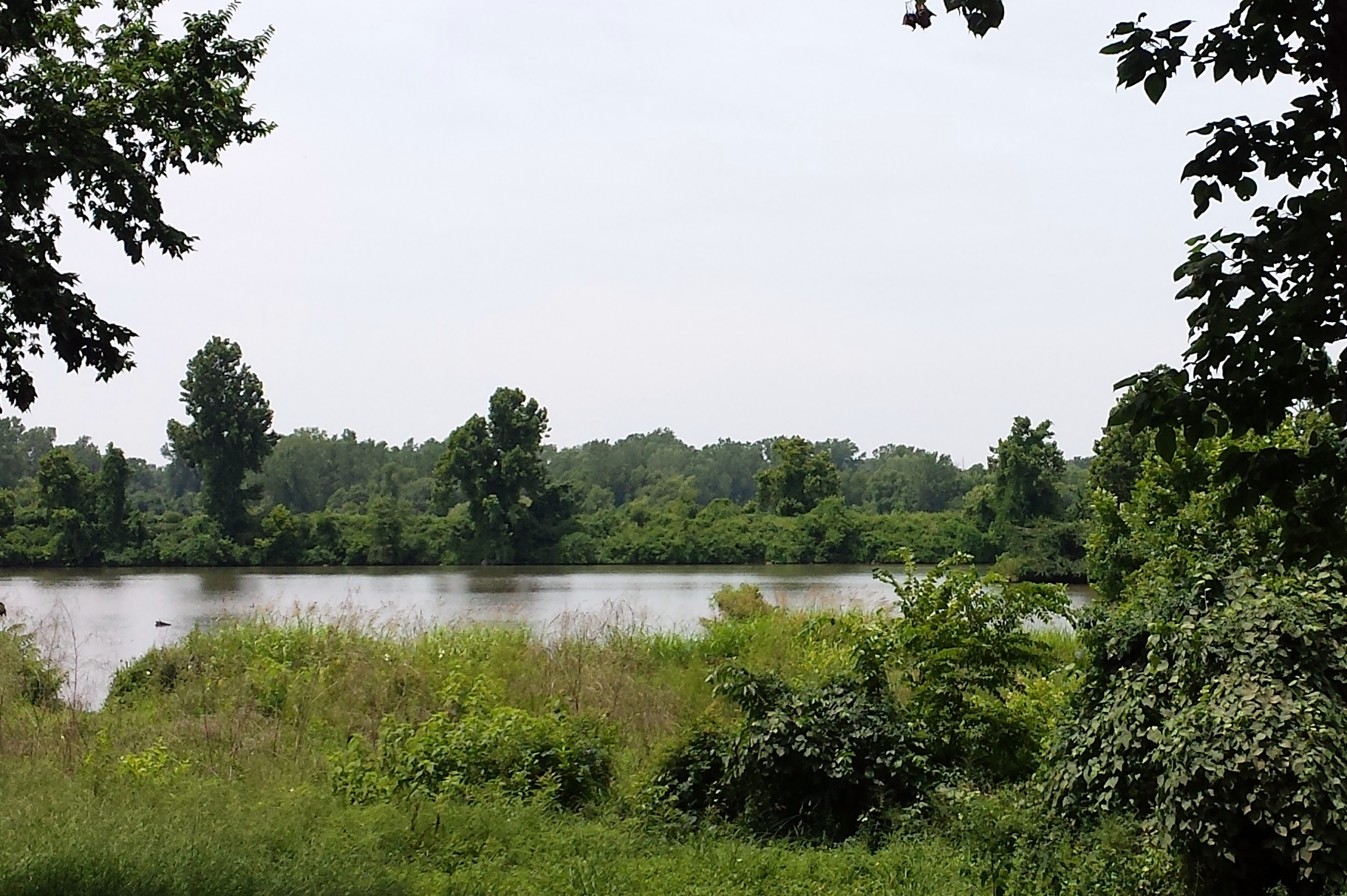
El Arkansas entre Van Buren y Fort Smith, Arkansas